# Гуляйполе
Гуляйпо́ле — місто в Україні, адміністративний центр Гуляйпільської міської громади в Пологівському районі Запорізької області. До 17 липня 2020 року — адміністративний центр ліквідованого Гуляйпільського району.

## Географія
Місто Гуляйполе розташоване за 98 км від обласного центру (автошляхами Н08Т 0814) та 26 км від районного центру, в долині річки Гайчул (назва водойми етимологізується з тюркських мов — гай «вільний» + чул «степ»), вище за течією на відстані 3,5 км розташоване село Марфопіль, нижче за течією на відстані 1,5 км розташоване село Зелене. Найближча залізнична станція — Гуляйполе (за 9 км). На півночі Пологівський район межує з Синельниківським районом Дніпропетровської області, на сході — з Донецькою.

## Історія
Село Гуляйполе засновано у 1770-х роках на колишніх землях Кальміуської паланки Вольностей війська Запорозького низового в контексті політики Російської імперії по залюдненню та освоєнню завойованих запорозьких вольностей.
У 1785 році правління Катеринославського намісництва зобов'язало Новомосковський земський суд заснувати й облаштувати біля Гайчура при балці Калмичкі державну військову слободу Гуляйполе. Твердження окремих краєзнавців про те, що назву населеному пункту дали переселенці з міста Гуляйпіль (частина сучасного Новомиргорода — районного центру Кіровоградської області), не витримує жодної критики та ґрунтується виключно на здогадках. Наразі ж, достеменно відомо та підтверджено архівними даними, що перші поселенці прибули до новоутвореного населеного пункту з території Стародубщини, а пізніше Київщини, Чернігівщини, Полтавщини та Слобідської України. Поселення традиційно ділилось на сотні — адміністративно-територіальні одиниці. Так заселялися Подолянська, Піщанська, Гурянська, Вербівська, Бочанська, Харсунська та пізніше Польська сотні. У 1794 році поселення мало 150 дворів.
У 1797 році побудовано дерев'яну православну церкву «Воздвиження Честного і Животворящого Христа Господнього», а Гуляйполе стає волосним центром Олександрівського повіту Катеринославської губернії.
Жителі краю активно займалися землеробством і тваринництвом. Розвивалася торгівля. У 1859 році в Гуляйполі відбувся перший ярмарок. Діяло більше півсотні торговельних підприємств із загальним обігом 1 млн рублів. Поряд з ними існувала велика кількість торговельних лавок. Торгівля сприяла припливові населення. Якщо у 1810 році тут проживало 1852 осіб, то у 1859 році — вже 2521 особа.
У пореформний період у Гуляйполі промислові підприємства виникали одне за одним. У 1882 році почав працювати завод сільськогосподарських машин підприємця Крігера. Через 10 років ще один такий завод і паровий млин відкрив капіталіст Кернер. Обидва заводи випускали жниварки, кінні молотарки, січкарні тощо. Великий паровий млин мав і поміщик Шредер. У наступні роки стали до ладу обозний та винокурний заводи, кілька олійниць, торговельні склади. В селі працювали 18 крамниць, торгівлею займалось близько трьох десятків купців. У 1898 році поблизу проклали залізницю Чаплине — Бердянськ, що сприятливо позначилось на економічному розвитку села.
Із середини XIX — початок XX століття село Гуляйполе перетворюється у торгово-промислове містечко. У 1913 році тут проживало 16 тис. 150 осіб.

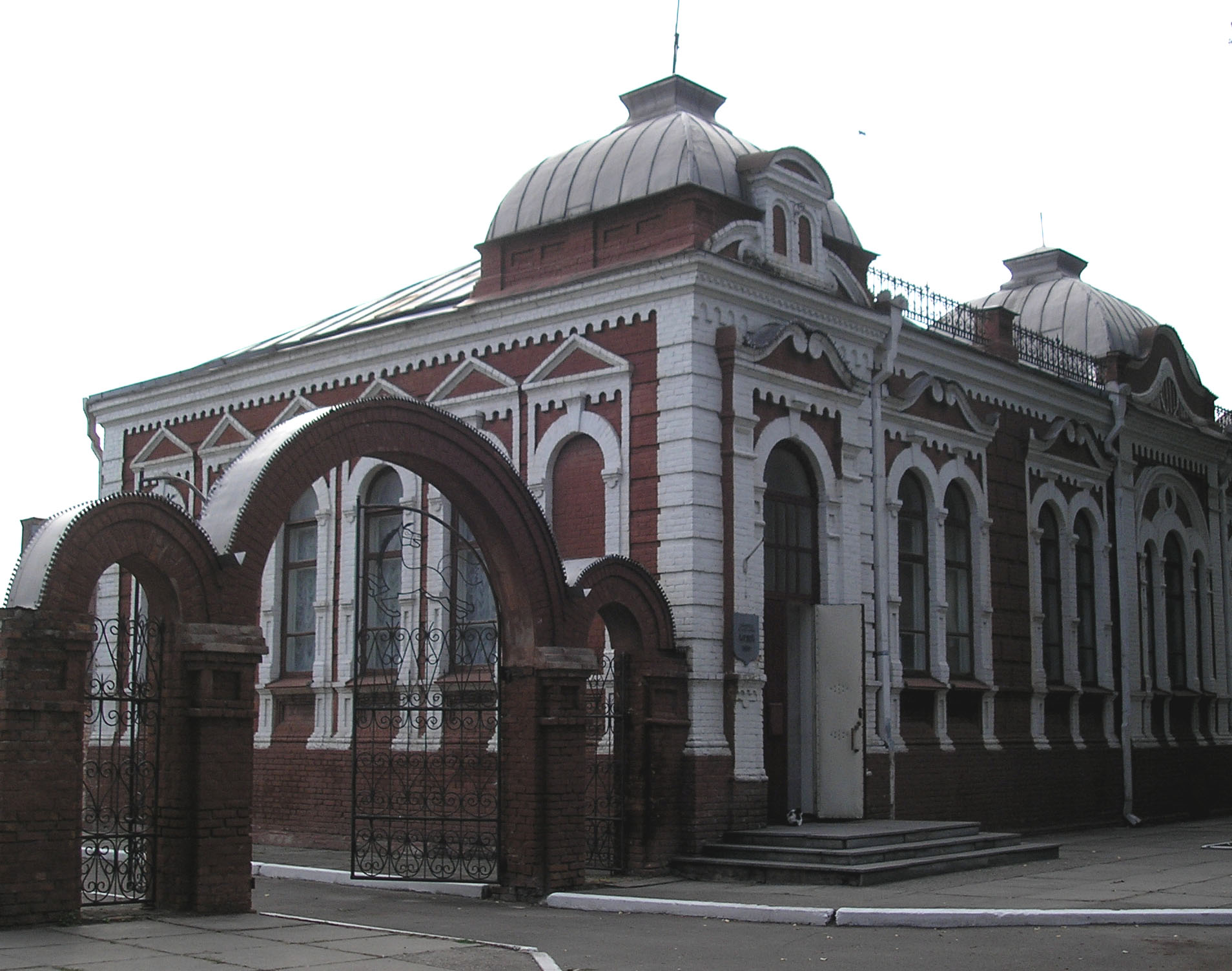
Гуляйпільський краєзнавчий музей.

У Гуляйполі працювали 2 заводи сільськогосподарських машин, чотири винокурні та одна пивоварня. Три парові млини були у Гуляйполі та ще десятки по навколишнім селам та економіях, що входили до гуляйпільської волості.. Окрім них навколо була велика кількість селянських «вітряків». Крім цього у Гуляйполі працювало два цегельно-черепичних заводи та дванадцять по селах і хуторах.
Поряд із промисловими підприємствами, у селі існувало півтора десятка невеликих, напівкустарних виробництв — екіпажна майстерня, декілька гончарень, а також олійниці, кузні, столярні та інші майстерні.
З 1884 року й аж до Першої світової війни через кожні три роки в Гуляйполі відбувалися земські виставки-аукціони сільськогосподарської та промислової продукції.
Після Першої світової та радянсько-української воєн у Гуляйполі відбувалися нові соціально-економічні перетворення, спричинені зміною державної влади та політичного режиму.
Широку відомість Гуляйполе набуло під час радянсько-української війни. Саме тут у 1919—1921 роках містився осередок махновського руху. Тут же народився і виріс Нестор Махно. У 1919—1921 роках було столицею Вільної території.
Під час Голодомору 1932—1933 років померло щонайменше 108 жителів міста.
Статус міста — з 1938 року.
5 жовтня 1941 року внаслідок німецького наступу радянські війська покинули місто. Восени 1943 року радянські війська повернулись у Гуляйполе.

### У Незалежній Україні
12 жовтня 2016 року утворена Гуляйпільська міська громада шляхом об'єднання Гуляйпільської міської ради та Гуляйпільської, Дорожнянської, Мирненської, Рівнопільської, Святопетрівської, Червоненської сільських рад Гуляйпільського району.
19 липня 2020 року, у результаті адміністративно-територіальної реформи й ліквідації Гуляйпільського району, місто увійшло до складу Пологівського району.

### Російсько-українська війна

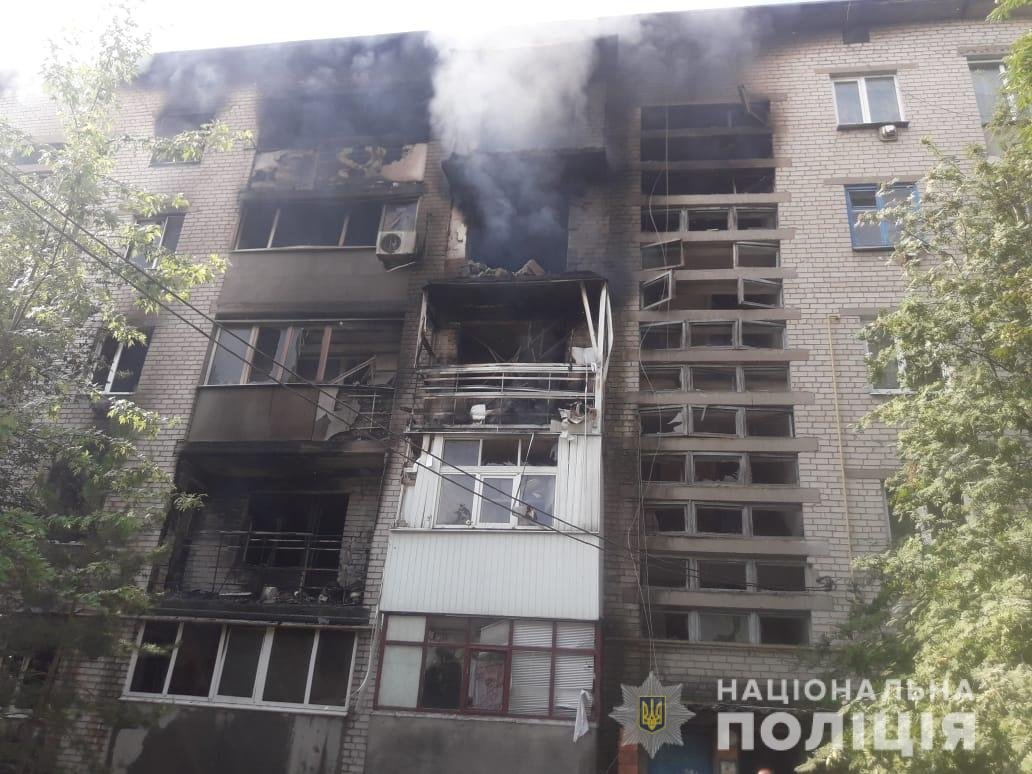
Будинок після російського обстрілу 30 червня 2022 року

2 березня 2022 року в місті повністю зникли світло, вода. Приблизно через місяць зник газ. На момент редагування (3 вересня 2022) газ, вода, електроенергія так і не з'явились. Це відбулося внаслідок окупації рашистами Полог.
16 квітня 2022 року рашистські окупанти обстріляли Гуляйполе з важкої артилерії, пошкодивши декілька приватних будинків.
22 червня 2022 року внаслідок обстрілу російськими окупантами руйнувань зазнала одна з візитних карток міста — будівля парового млина «Надія», побудована 1894 року.
Будівля була унікальним зразком промислової архітектури та входила до історичного ареалу міста. Млин був збудований купцем другої гільдії Самсоном Саксаганським. Проєкт та саме будівництво виконала відома проєктна та будівельна контора Антона Ерлангера. Будівля дійшла до цього часу без суттєвих змін — пережила часи Української революції 1917—1921 років, Другу світову війну, проте суттєво пошкоджена від російських окупантів. Від обстрілів постраждали й декілька інших історичних пам'яток міста.
19 липня 2022 року, ввечері, окупанти обстріляли з реактивних систем залпового вогню «Град» та артилерії центр міста Гуляйполе. Окупанти застосували понад 20 снарядів. Руйнувань зазнали будівлі виконкому, міської ради, культурно-спортивного комплексу, філії пошти та зв'язку, приватні будинки.
5 жовтня 2022 року, внаслідок ракетного обстрілу міста, загинули заступник голови місцевої громади Олександр Анатолійович Савицкий і керівник КП «Благоустрійсервіс» Олександр Анатолійович Косаренко.
6 листопада 2022 року, вночі, російські окупанти завдали ракетного удару по головному майдану міста  Гуляйполе, під час якого вщент зруйнований КСК «Сучасник».
У квітні 2023 року суттєво пошкоджена історична будівля Гуляйполя — Музей-садиба родини Крігер, яка вже не вперше потрапляла під обстріл з боку російських окупантів. Попередні обстріли здійснювалися у червні та серпні 2022 року та вже завдавали ушкоджень музею-садибі, який було заплановано відкрити влітку 2022 року, а роботи щодо відновлення та реставрації будівлі розпочалися ще у 2019 році. Перед самим повномасштабним вторгненням завершувалися внутрішні ремонтні роботи. Будівля була зведена у 1892 році родиною підприємців Крігер — німців-лютеран, у власності яких був завод сільськогосподарської техніки.
9 червня 2023 року, об 11:20, російські окупанти завдали удару керованою авіабомбою по лікарні Гуляйполя, яка була частково зруйнована. Внаслідок удару щонайменше 5 осіб зазнали поранень, ще двоє працівників лікарні загинули.
10 червня 2023 року, близько 11:00 російські окупанти вчинили черговий обстріл прифронтового Гуляйполя. Внаслідок ворожого обстрілу одного з підприємств міста двоє працівників зазнали травм. Пожежники, які прибули на місце події, оперативно зупинили спалах двоповерхової адміністративної будівлі. Загальна площа, що була охоплена вогнем, становила 100 м².
17 лютого 2024 року, вночі, в Гуляйполі від російського удару була зруйнована історична будівля парового млину «Надія» — одна з найвизначніших та найупізнаваніших споруд історичного Гуляйполя та один з кращих зразків промислової архітектури Запорізького регіону загалом. Проєкт парового млину «Надія» виконала контора підприємця Антона Ерлангера. З 1894 року млин належав купцю Самсону Саксаганському, з 1908 року — меноніту Давіду Шредеру, з 1915 року його власником стало товариства «Кємах». У 1912 році будівлю реконструювали, в якій відкрили центральну електростанцію. За радянських часів та до російського вторгнення в Україну споруду використовували за призначенням як млин. Будівлю неодноразово російські окупанти обстрілювали, зокрема, влітку 2022 та 2023 років.
На початку 2024 року в місті залишилось понад півтори тисячі жителів. Переважно це літні люди, які не хочуть полишати хоч і зруйнований та понівечений, але рідний дім.
Станом на липень 2025 року місто Гуляйполе перебуває за 6 км, які відділяють його від позицій російських окупантів. Понад три роки місто залишається однією з найгарячіших точок Запорізької області. Через неможливість захопити місто окупанти називають його «злим» і щодня обстрілюють авіабомбами, дронами-камікадзе, артилерією та системами залпового вогню. Вулицями не гуляють, а перебігають від укриття до укриття. Жодна багатоповерхівка не залишилася неушкодженою, а майже половина приватних будинків зруйновані повністю або частково. З березня 2022 року в місті відсутні електрика, вода, газ та стабільний зв'язок через регулярні російські обстріли, які знищили всі комунікації. До початку повномасштабного російського вторгнення в Гуляйпільській міській громаді мешкало близько 20 тисяч осіб. Наразі залишилося приблизно 2 тисячі осіб — переважно літні люди, які відмовилися покинути домівки. Виживати їм допомагає гуманітарна підтримка та пункти незламності, де можна отримати питну воду, їжу, тепло і підзарядити телефон. Попри щоденну небезпеку, Гуляйполе тримається.

## Економіка
- ВАТ «Сільмаш».
- ЗАТ «Аграрний дім».
- Гуляйпільський машинобудівний завод.
- ЗАТ «Гуляйпільський сирзавод».
- Гуляйпільський елеватор.
- Гуляйпільський завод лакофарбових виробів, ТОВ.
- Гуляйпільський міськавтодор.

## Населення

### Національний склад
Розподіл населення за національністю за даними перепису 2001 року:
| Національність  | Відсоток |
| --------------- | -------- |
| українці        | 93.71%   |
| росіяни         | 5.45%    |
| білоруси        | 0.23%    |
| вірмени         | 0.15%    |
| інші/не вказали | 0.46%    |

### Мова
Розподіл населення за рідною мовою за даними перепису 2001 року:
| Мова            | Кількість | Відсоток |
| --------------- | --------- | -------- |
| українська      | 15903     | 94.50%   |
| російська       | 881       | 5.24%    |
| вірменська      | 18        | 0.11%    |
| білоруська      | 8         | 0.05%    |
| румунська       | 5         | 0.03%    |
| інші/не вказали | 14        | 0.07%    |
| Усього          | 16829     | 100%     |

## Особистості
У Гуляйполі народилися українські письменники Раїса Іванченко, Григорій Лютий,
- Михайло Тардов, а також:
- Дерев'янко Павло Миколайович (1899-1930) учасник Визвольних змагань, член Агіт-секції Запорізької "Просвіти". Розстріляний Запорізьким ЧК[20]
- Олександр Михайлюта — автор кіносценарію художнього фільму «Секретний ешелон»;
- Любов Геньба — поетеса, громадська діячка, волонтерка;
- Леонід Юхвід — автор відомої повісті «Весілля у Малинівці», у 1967 році створена однойменна кінострічка.

У місті жили і працювали:
- Василь Діденко — автор знаменитої пісні «На долині туман».
- Васильєв Євген Вікторович (1972—2014) — капітан Збройних сил України, учасник російсько-української війни з 2014.
- Горпинич Артем Володимирович — старший лейтенант Збройних сил України, учасник російсько-української війни.
- Нестор Махно — український політичний і військовий діяч, командувач Революційної повстанської армії України, керівник селянського повстанського руху 1918—1921 років, відомий анархіст і тактик ведення партизанської війни.
- Плясовиця Юрій Олексійович — український архітектор і письменник.
- Шаровський Василь Михайлович — член Української Центральної Ради.
- Калюта Вілен Олександрович — радянський український кінооператор.
- Білий Іван Володимирович (1921—1988) — громадський діяч, ветеран Другої світової війни, кавалер 5 орденів.
- Іван Антипенко (1893—1980) — український письменник, журналіст, мемуаріст.

Також на гуляйпільщіні народився воротар збірної України з футзалу Литвиненко Дмитро Сергійович.
- Юхвід Леонід Аронович (1909—1968) — український письменник, сценарист.
- Маляревич Віктор Григорович (нар. 1946) — радянський і український кіноактор.

Загинули під час російського вторгнення в Україну:
- Гарда Євген Сергійович (1992—2022) — український кікбоксер, лейтенант Збройних сил України, учасник російсько-української війни, майстер спорту міжнародного класу з кікбоксингу (2011).
- Нікіфоров Василь (1997—2022) — загинув 14 травня внаслідок бойових дій з російськими окупантами[21]
- Пархоменко Сергій Ігорович (1997—2022) — український військовий льотчик, капітан Збройних сил України, учасник російсько-української війни. Герой України (2022, посмертно).
- Самойлов Олексій Миколайович — український військовослужбовець, молодший сержант Збройних сил України, учасник російсько-української війни. Кавалер ордена «За мужність» III ступеня (2023, посмертно).
- Гулов Владислав Олегович (1991—2022) — український військовослужбовець-льотчик, кавалер ордена Богдана Хмельницького ІІІ ступеня.[22]

## Міста-побратими
- Чернівці, Україна (2025)[23]
- Івано-Франківськ, Україна (2025)[24]
- Горішні Плавні, Україна (2025)[25]

## Пам'ятки та культура

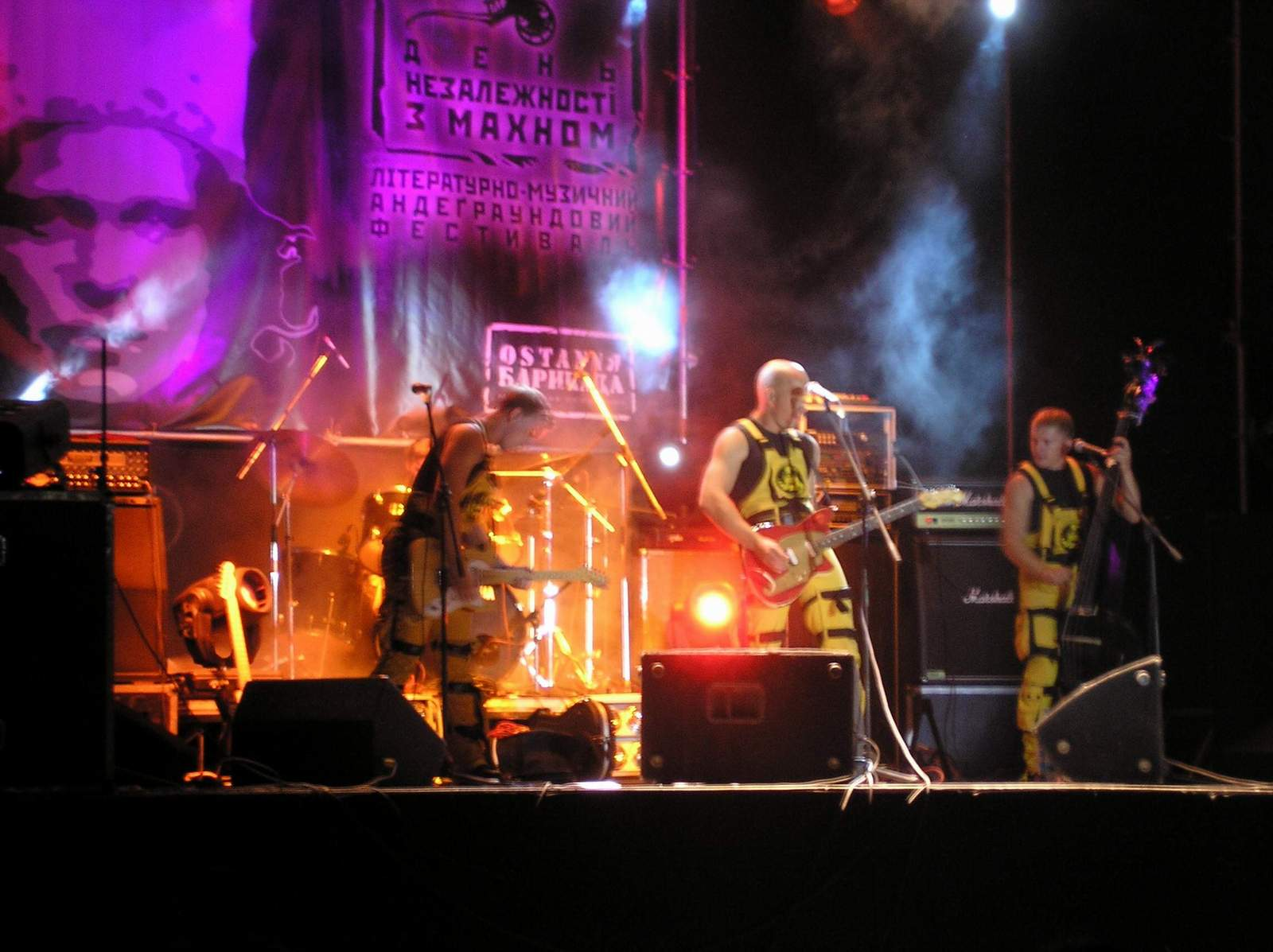
МахноФест (2006)

Центр міста складає історичний архітектурний ансамбль будівель, які освячені історичними подіями, пов'язаними з революційною діяльністю легендарного ватажка селянського анархістського руху на півдні України (1918—1921) Нестора Махна.
Про махновщину, відомих земляків та етнографію краю можна дізнатися з експозиції Гуляйпільського краєзнавчого музею.
З 2006 по 2009 роки у Гуляйполі наприкінці серпня відбувався щорічний музично-літературний фестиваль «День Незалежності з Махном» (МахноФест).
6 листопада 2018 року у Гуляйполі гучно та творчо відсвяткували 130-річницю від дня народження відомого народного лідера, українського революціонера Нестора Махно.
Однією з найвизначніших споруд та історичних памʼяток міста вважався 130-річний паровий млин «Надія», збудуваний 1894 року купцем ІІ-ої гільдії Самсоном Йосиповичеч Саксаганським. Купець вклав в будівництво величезні кошті й навіть заліз у борги. Величезний паровий двигун закупили в Англії. У 1907 році Самсон Саксаганський продав млин меноніту Давіду Шредеру. Фактично млин став і першою електростанцією Гуляйполя, адже у 1912 році при ньому відкрилась центральна електростанція міста.
17 лютого 2023 р. внаслідок російських обстрілів будівлю було зруйновано. 

## Галерея

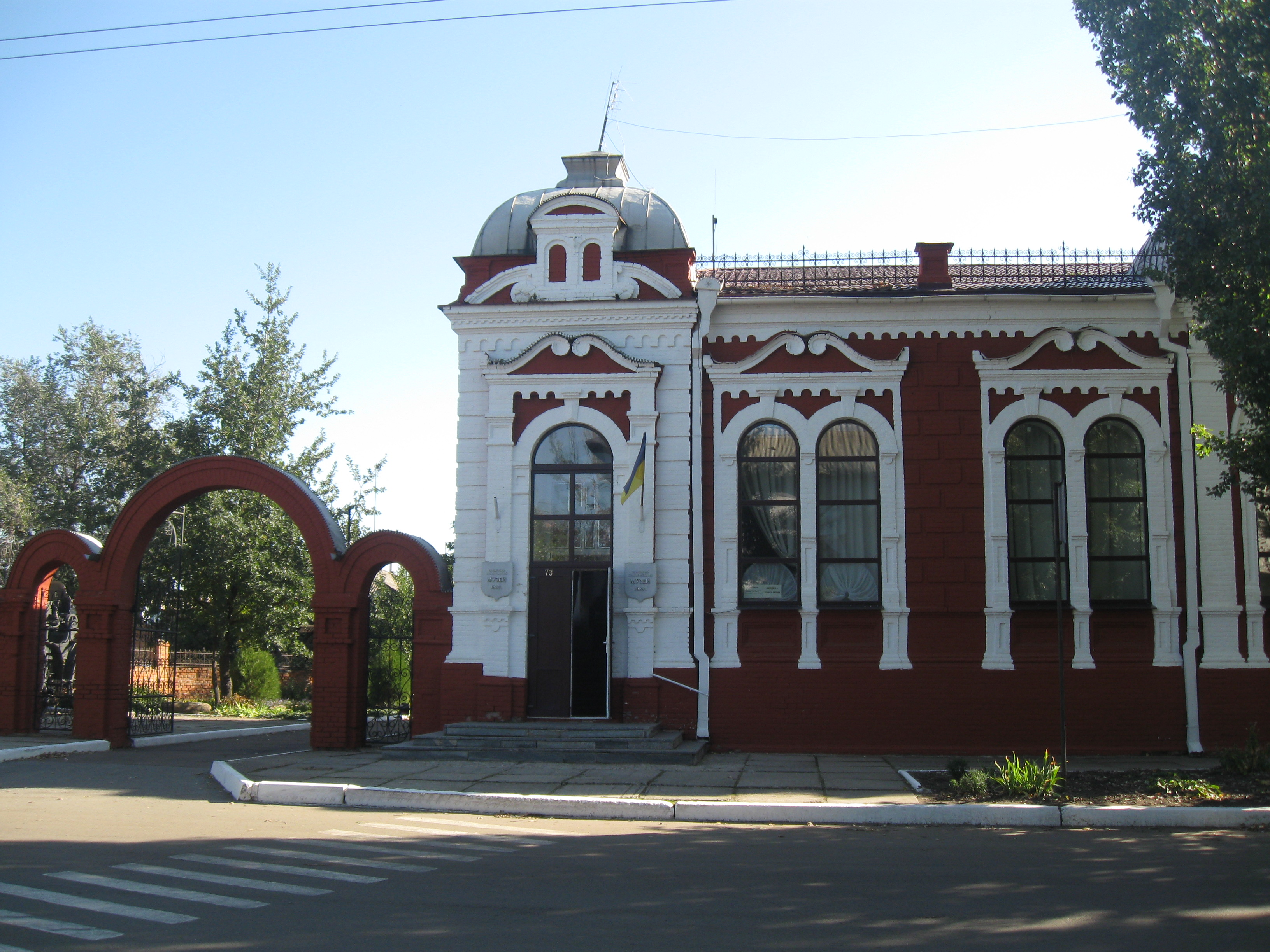
Банк товариства єврейських та німецьких колоністів. Наразі Гуляйпільський краєзнавчий музей розташований в будівлі 1901 року (вул. Соборна, 75)
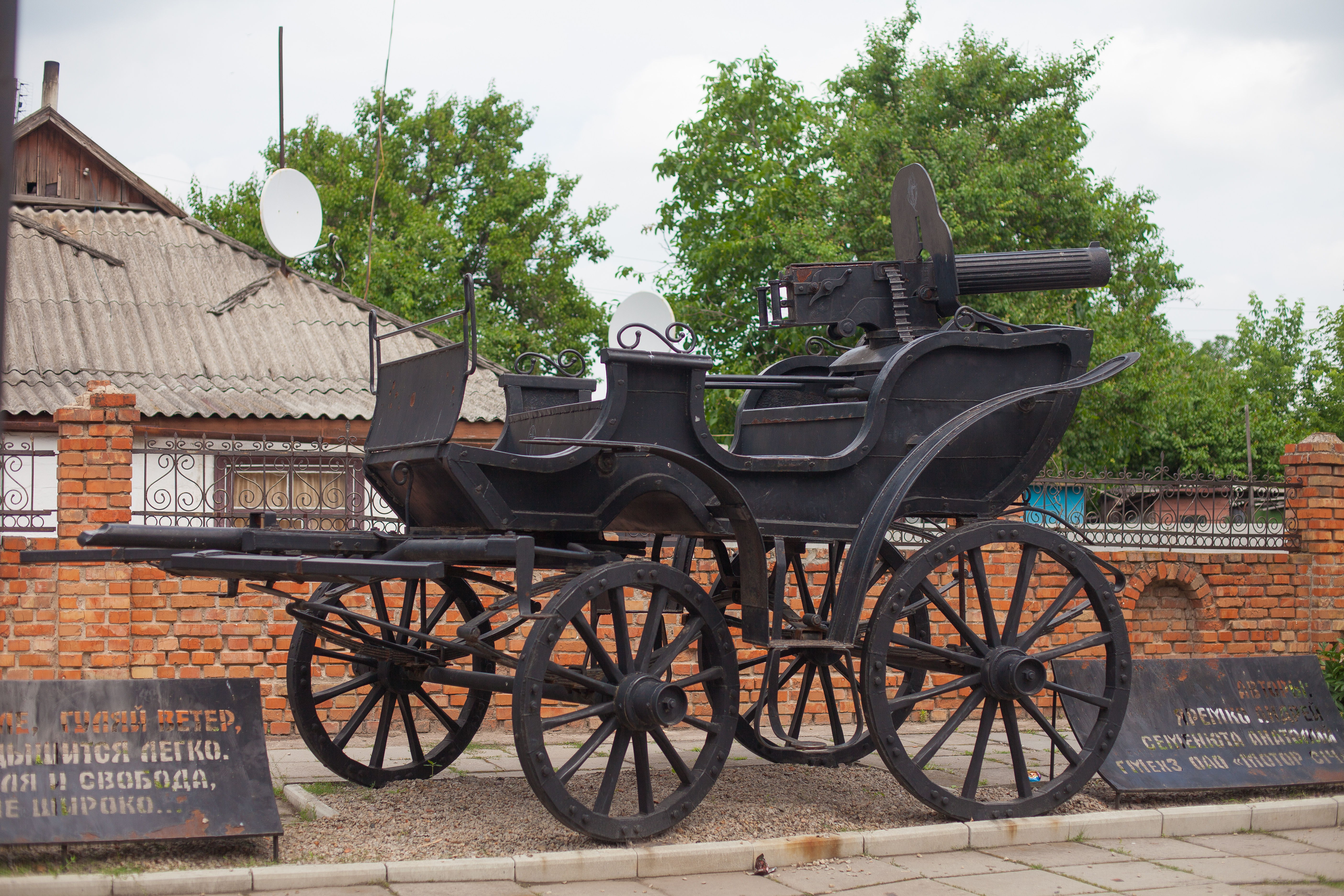
Махновська тачанка біля Банку товариства єврейських та німецьких колоністів. Наразі Гуляйпільський краєзнавчий музей розташований в будівлі 1901 р. (вул. Соборна 75)
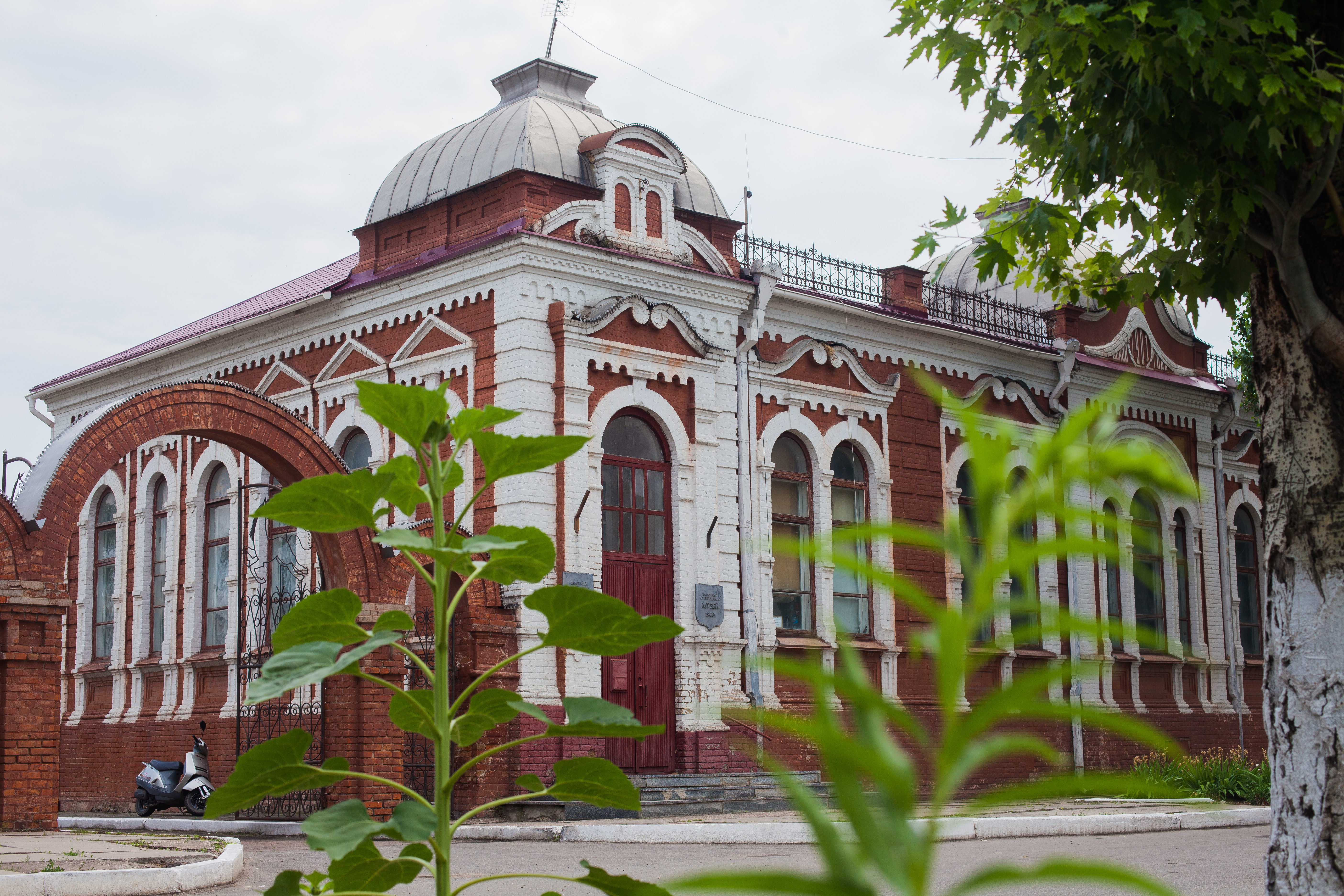
Банк товариства єврейських та німецьких колоністів. Наразі Гуляйпільський краєзнавчий музей розташований в будівлі 1901 р. (вул. Соборна, 75)
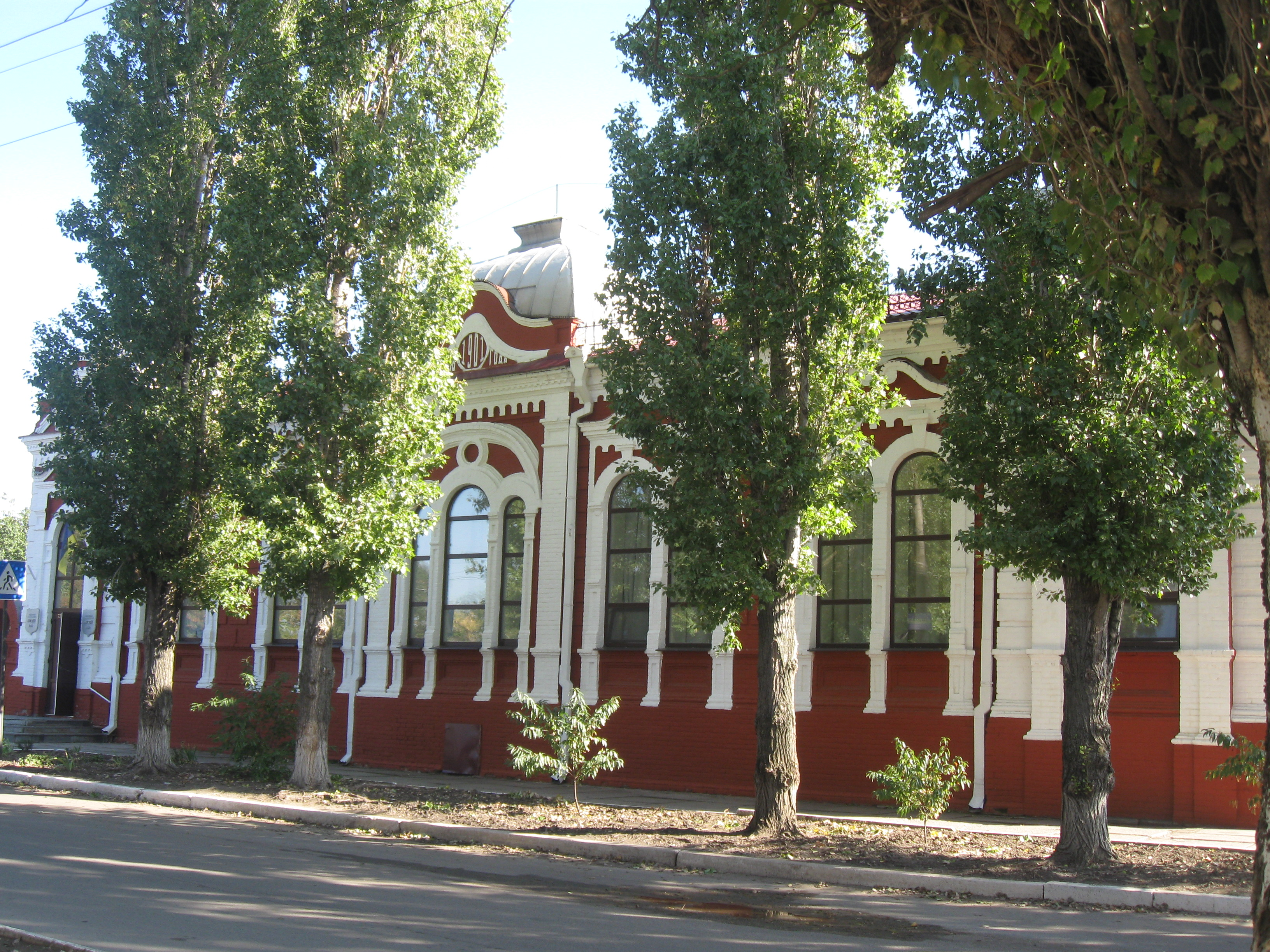
Банк товариства єврейських та німецьких колоністів. Наразі Гуляйпільський краєзнавчий музей розташований в будівлі 1901 р. (вул. Соборна, 75)
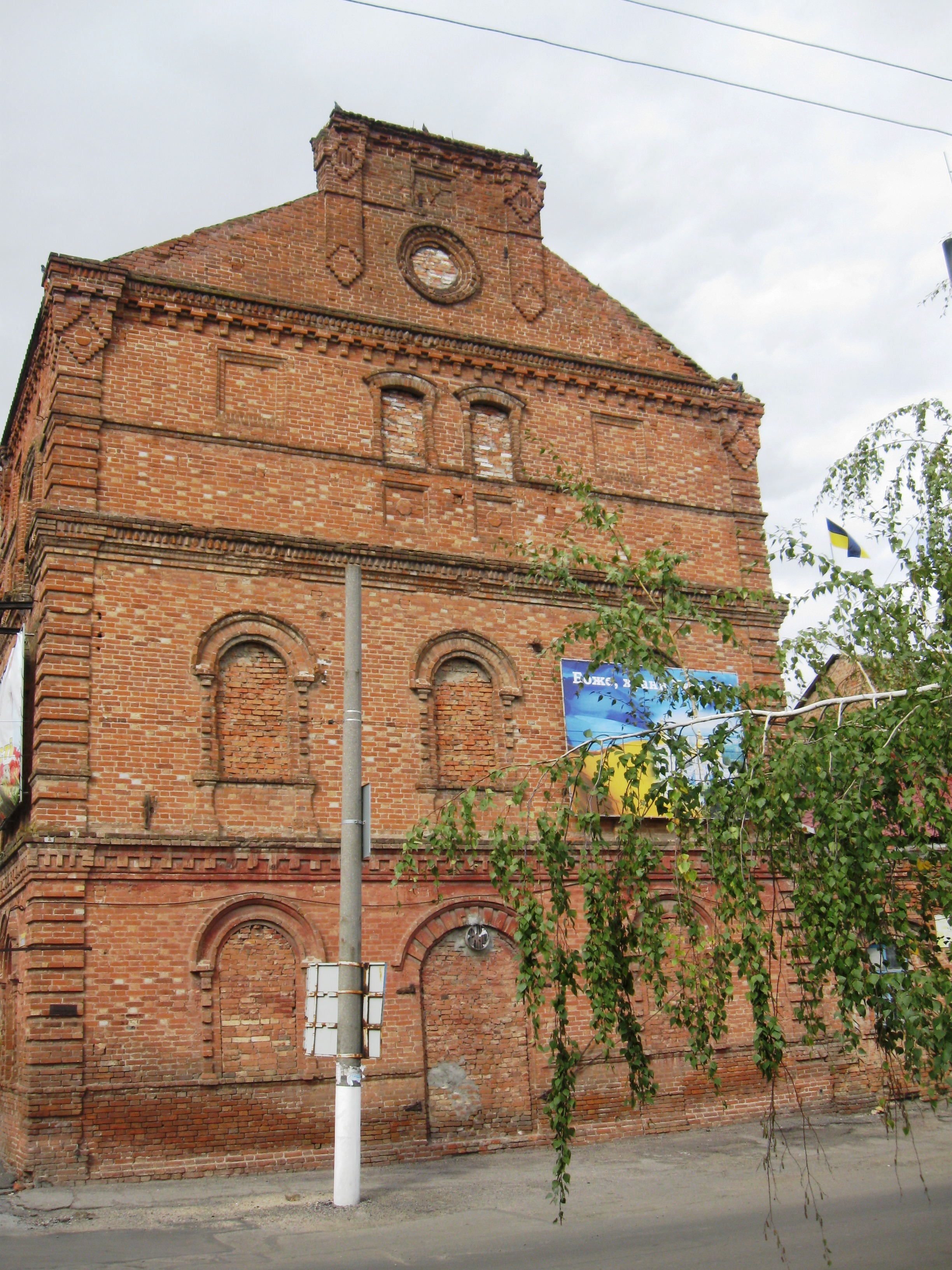
Млин поміщика Шредера, 1894 року побудови (вул. Соборна)
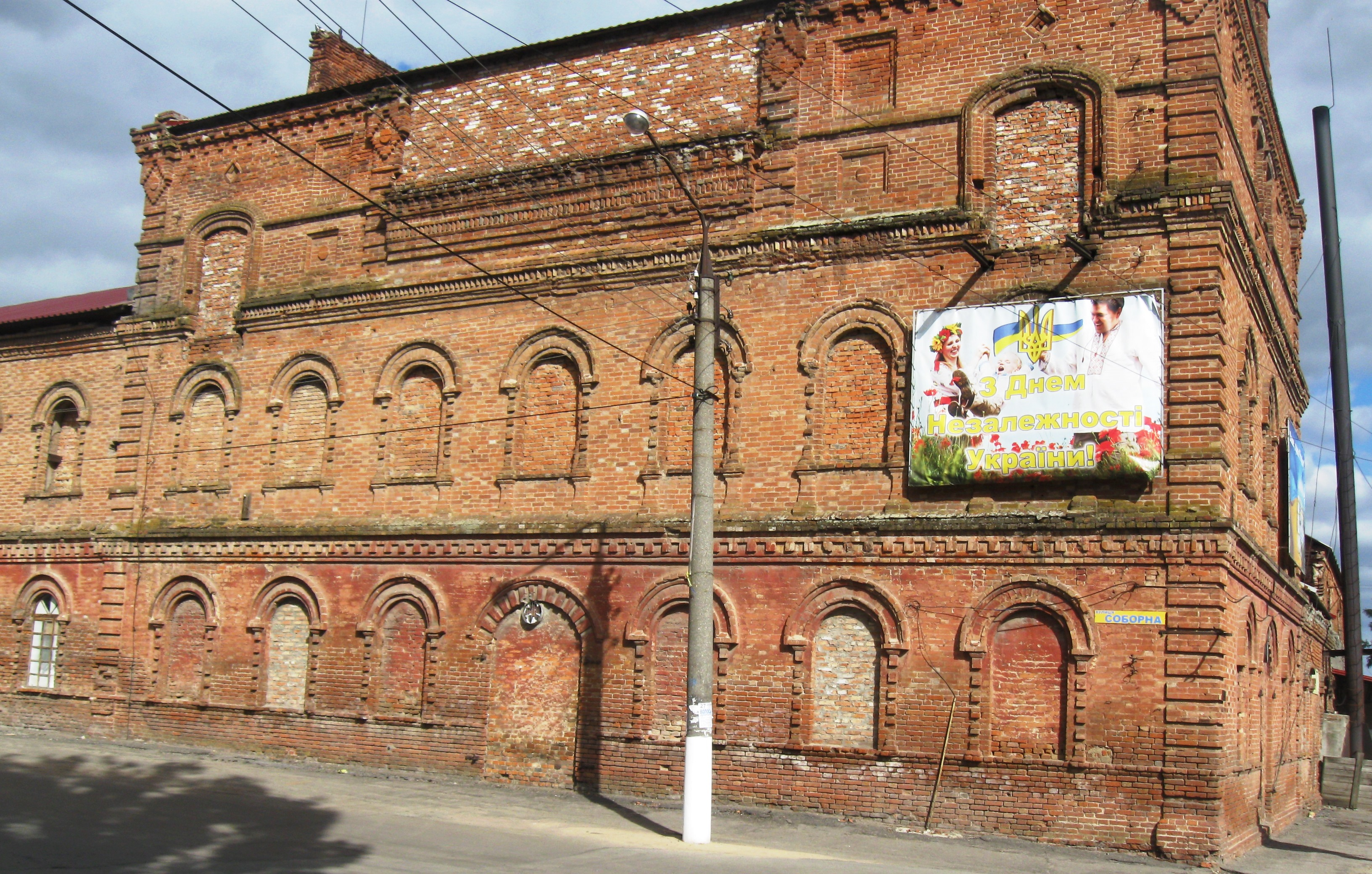
Млин поміщика Шредера, 1894 року побудови (вул. Соборна)
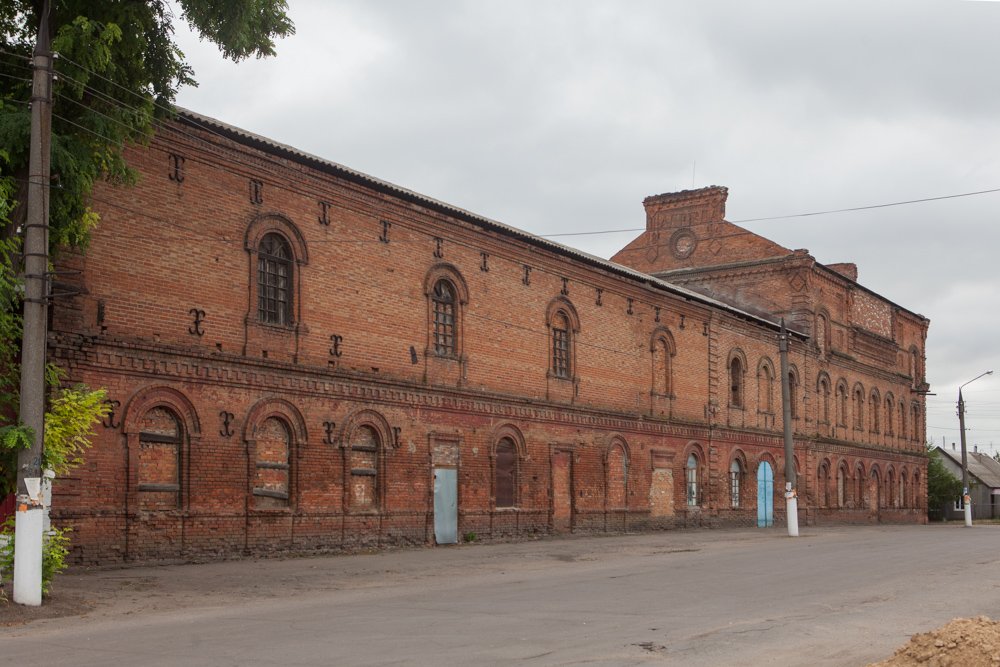
Млин поміщика Шредера, 1894 року побудови (вул. Соборна)
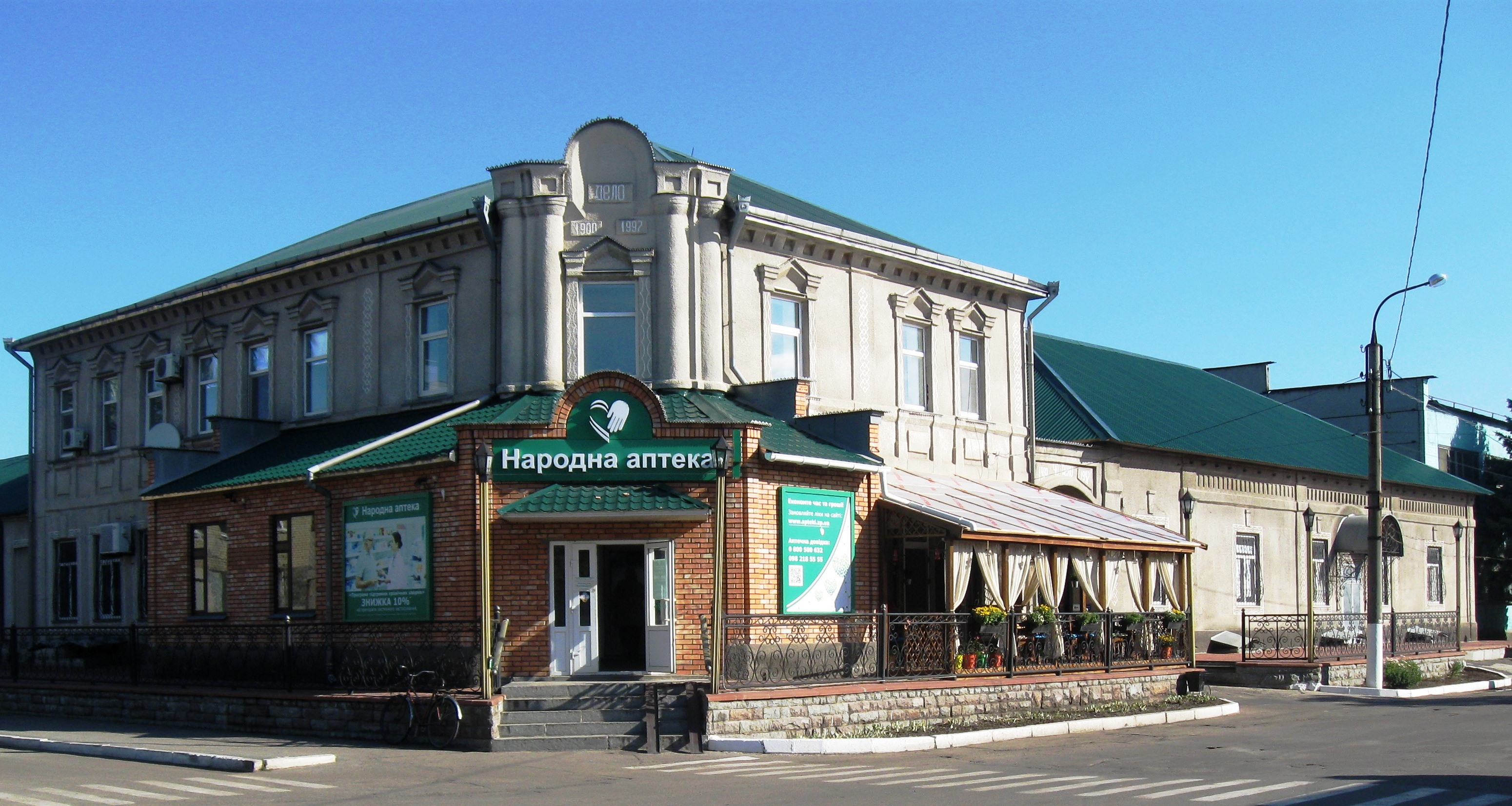
Будинок купця Карманова (вул. Шевченка) Наразі в цьому приміщенні знаходиться аптека та кав'ярня
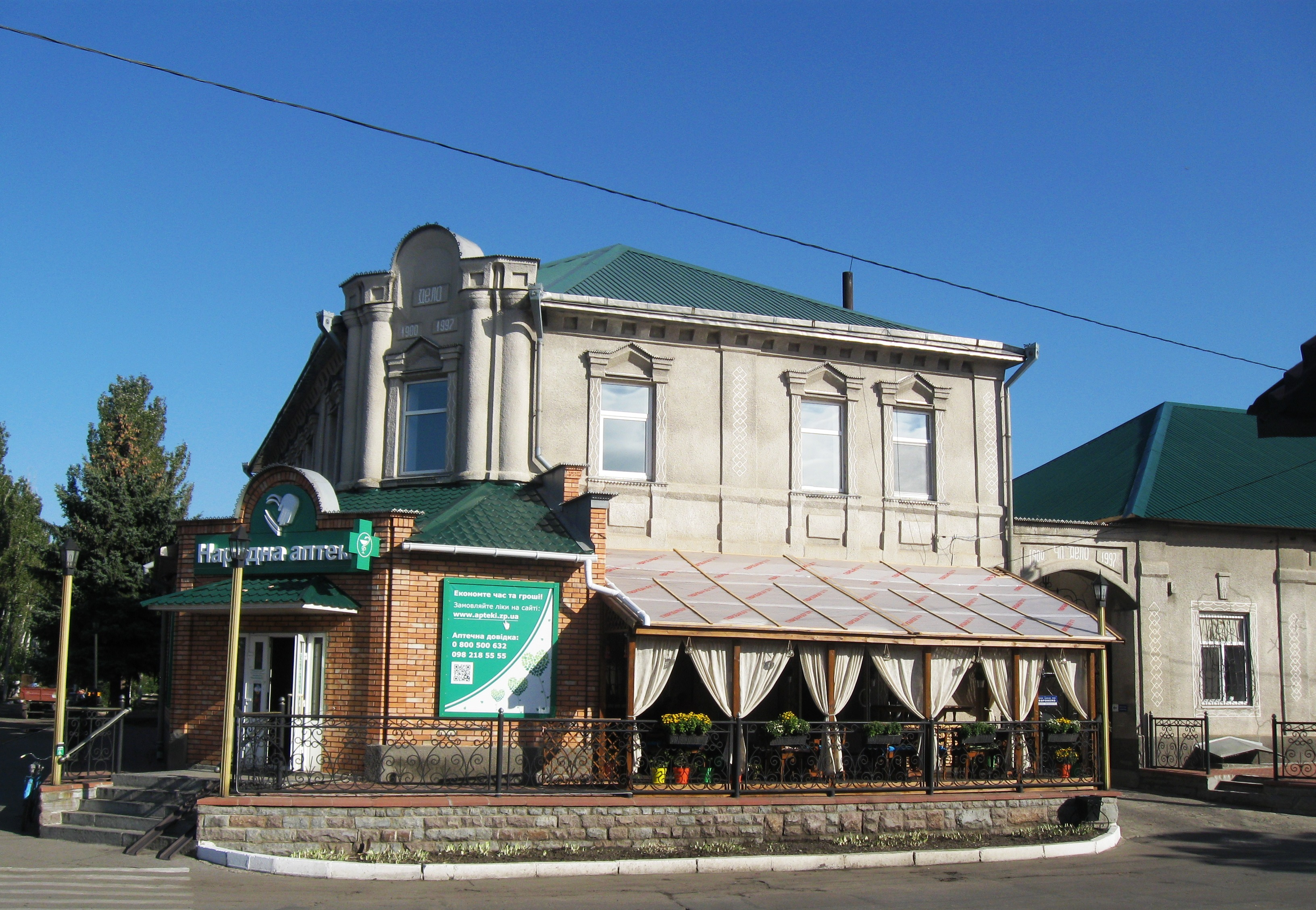
Будинок купця Карманова (вул. Шевченка). Наразі в цьому приміщенні знаходиться аптека та кав'ярня
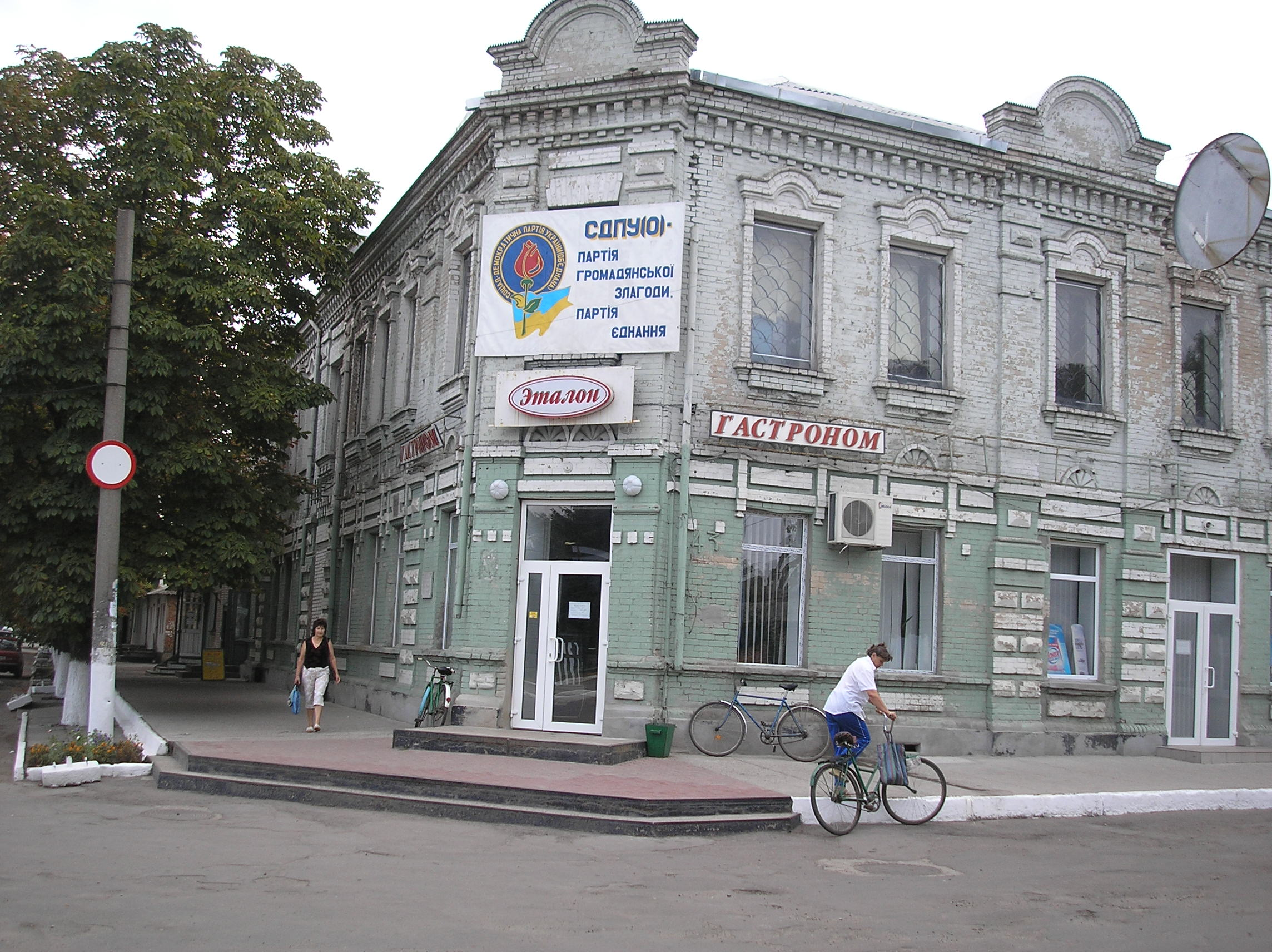
Гуляйпільська чоловіча гімназія (Шевченка 13).
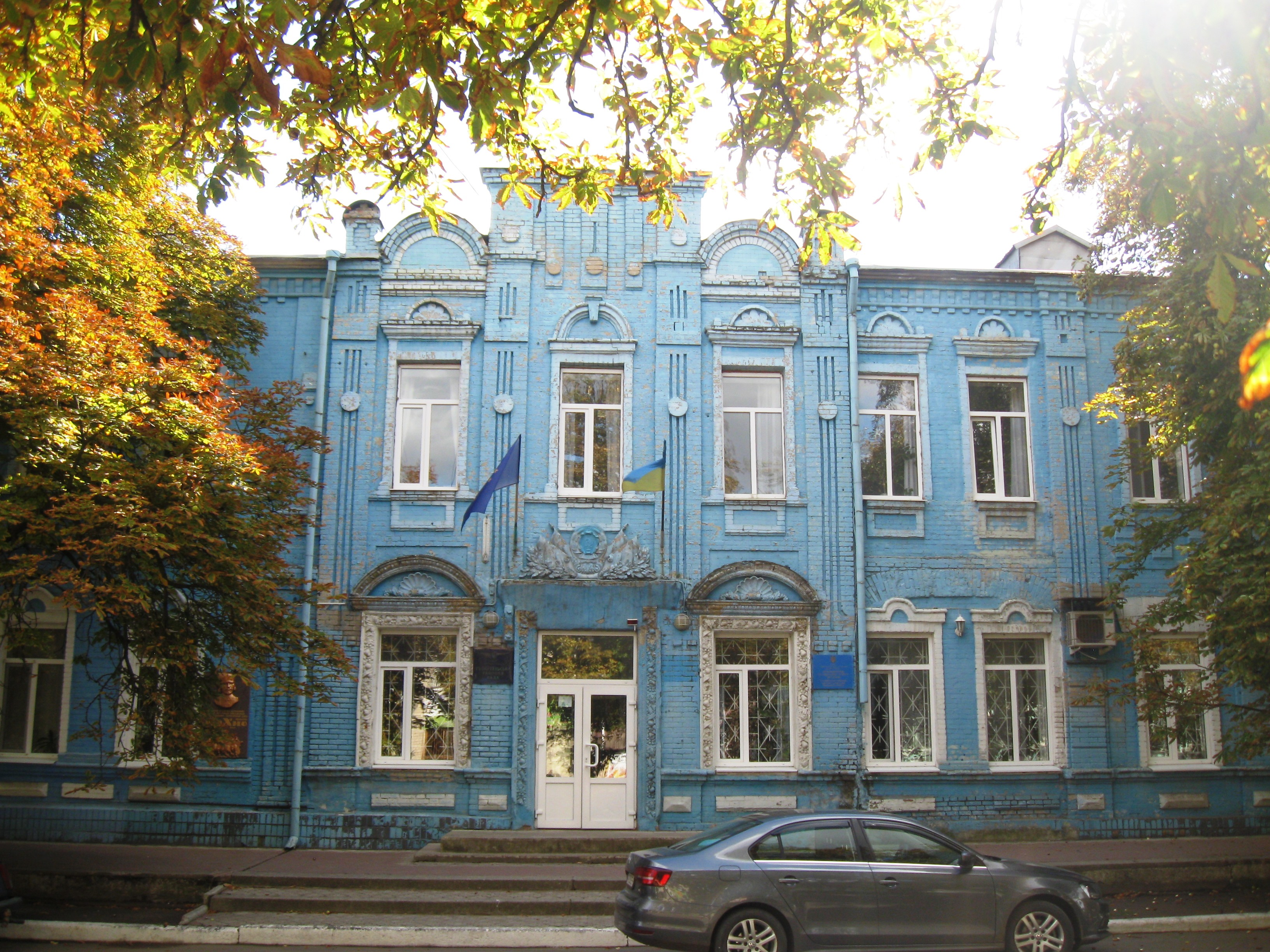
Земська управа (вул. Шевченка 15). Наразі в цьому приміщенні знаходиться Гуляйпільська міська рада, Гуляйпільська районна рада, Гуляйпільський УСЗН РДА.
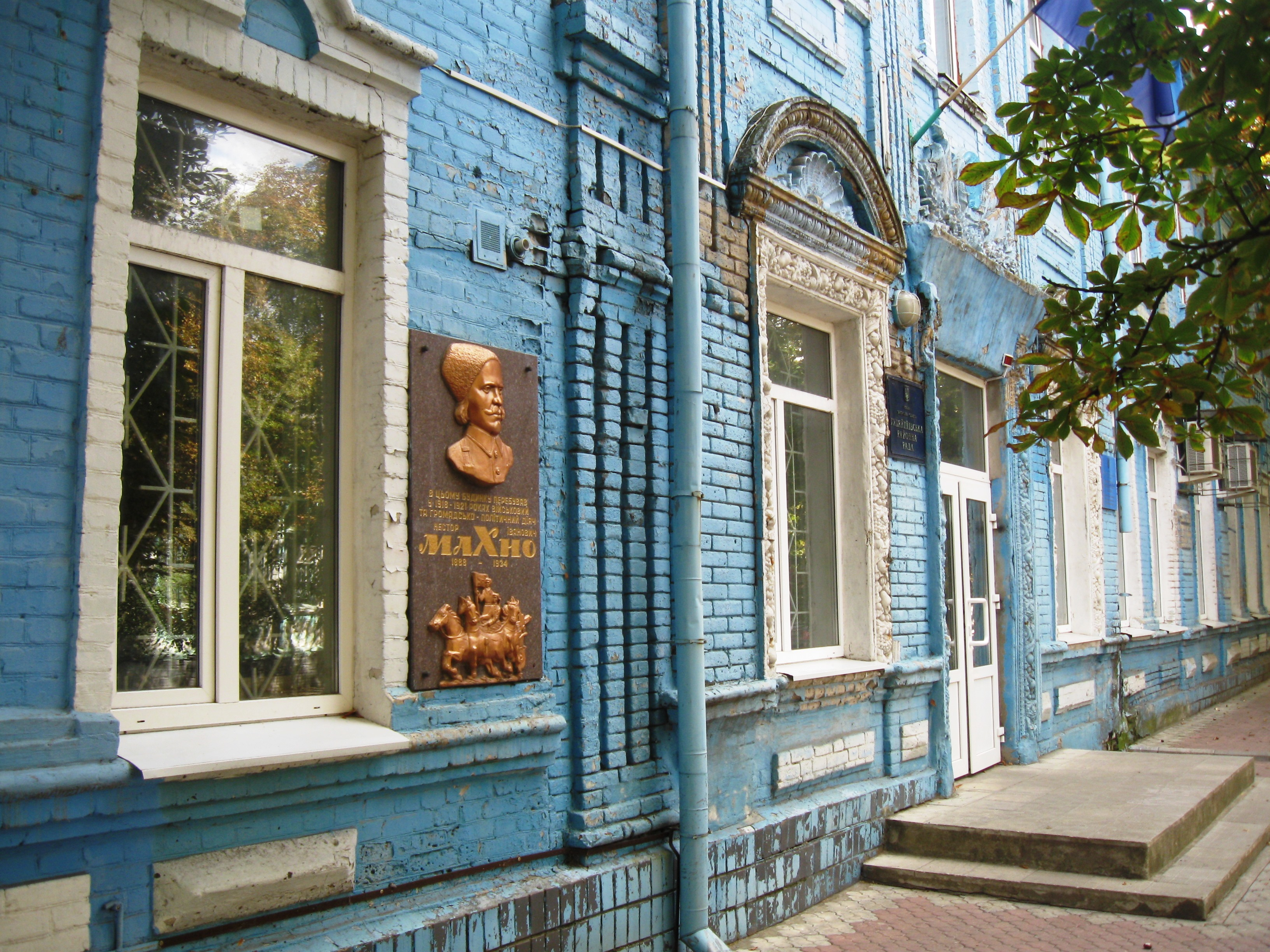
Земська управа (вул. Шевченка 15). Наразі в цьому приміщенні знаходиться Гуляйпільська міська рада, Гуляйпільська районна рада, Гуляйпільський УСЗН РДА.
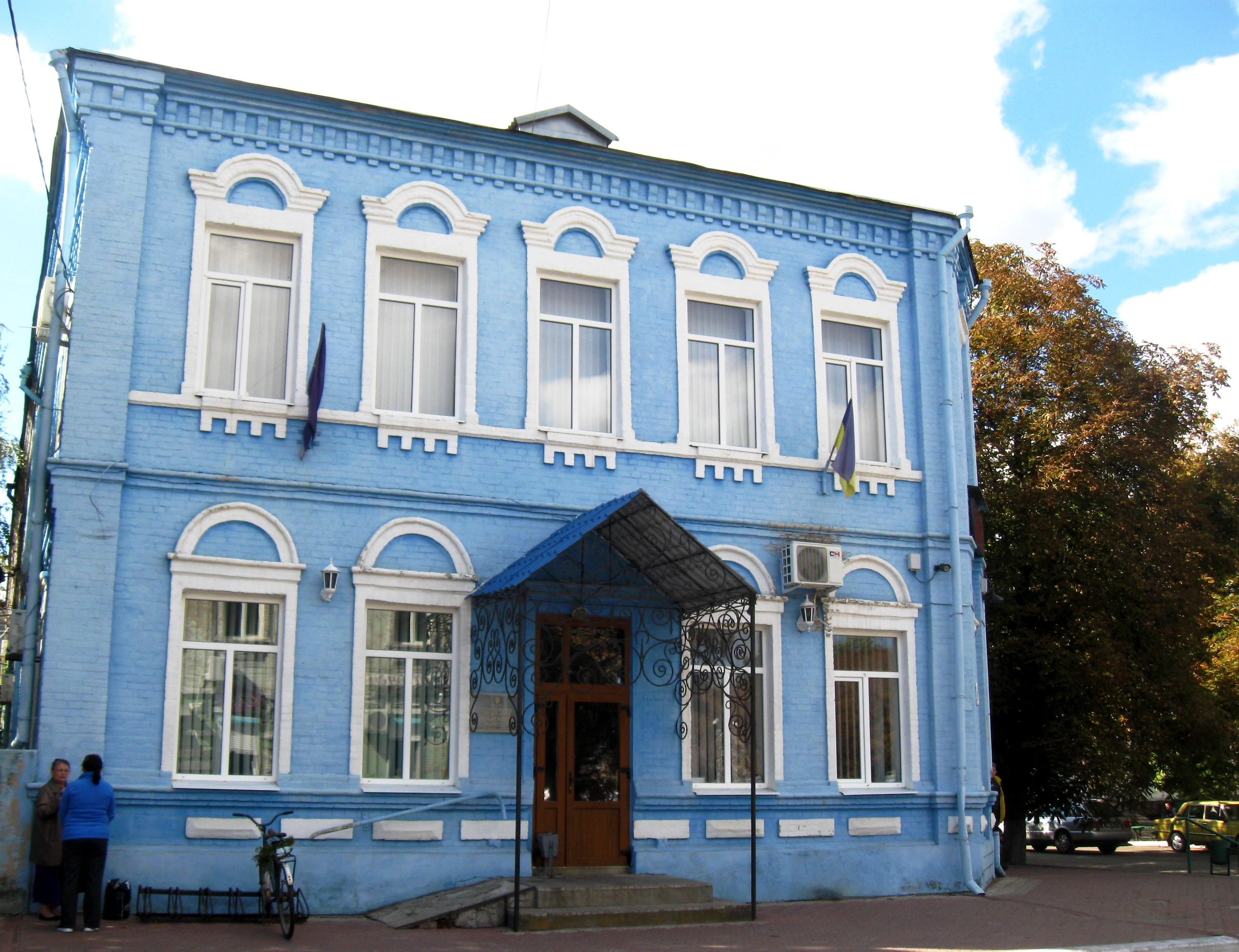
Східна частина будівлі Земської управи (вул. Шевченка, 15). Наразі в цьому приміщенні знаходиться Гуляйпільська міська рада, Гуляйпільська районна рада, Гуляйпільський УСЗН РДА.
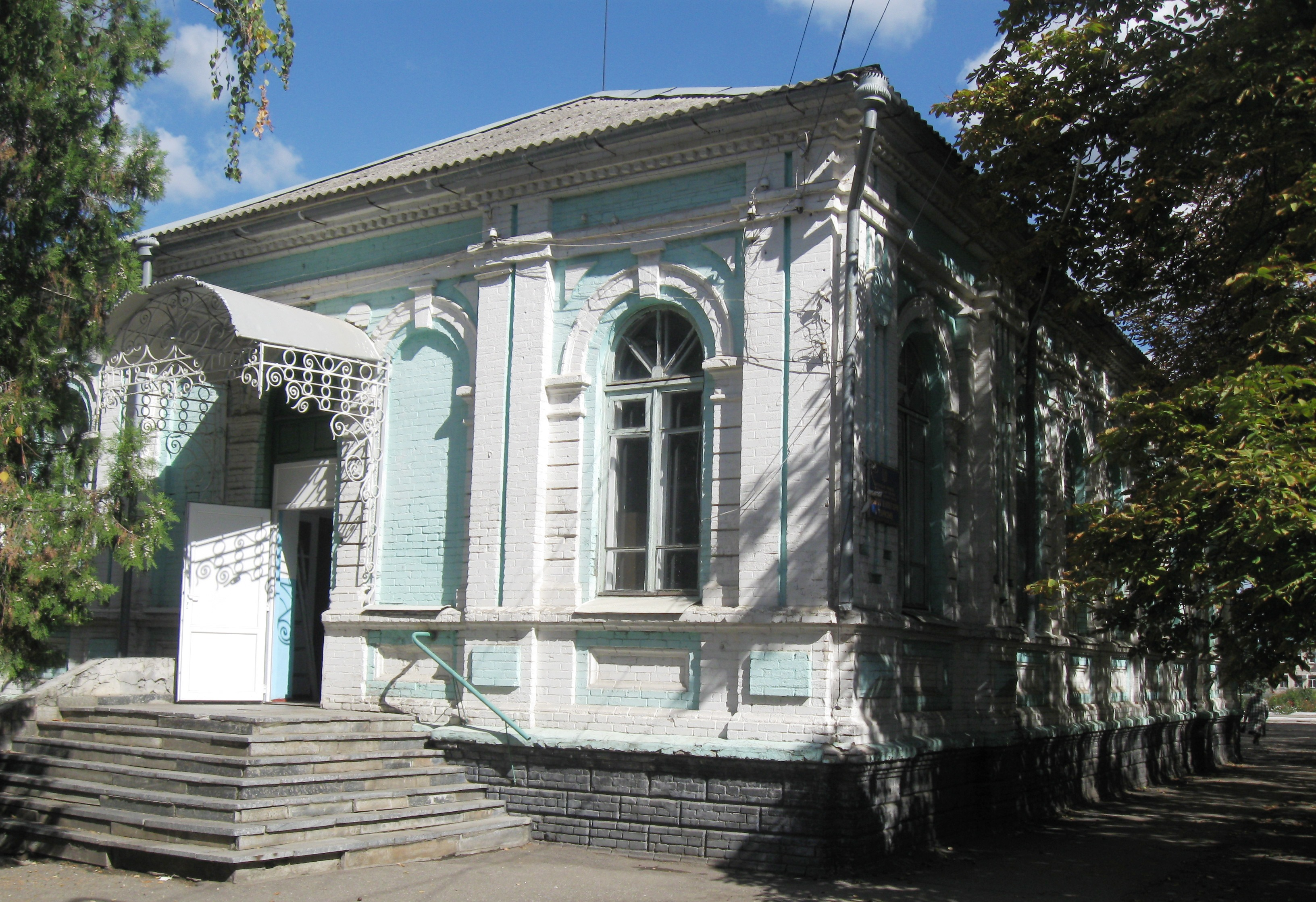
Народний дім (вул. Шевченка). Наразі в цьому приміщенні розміщена бібліотека.
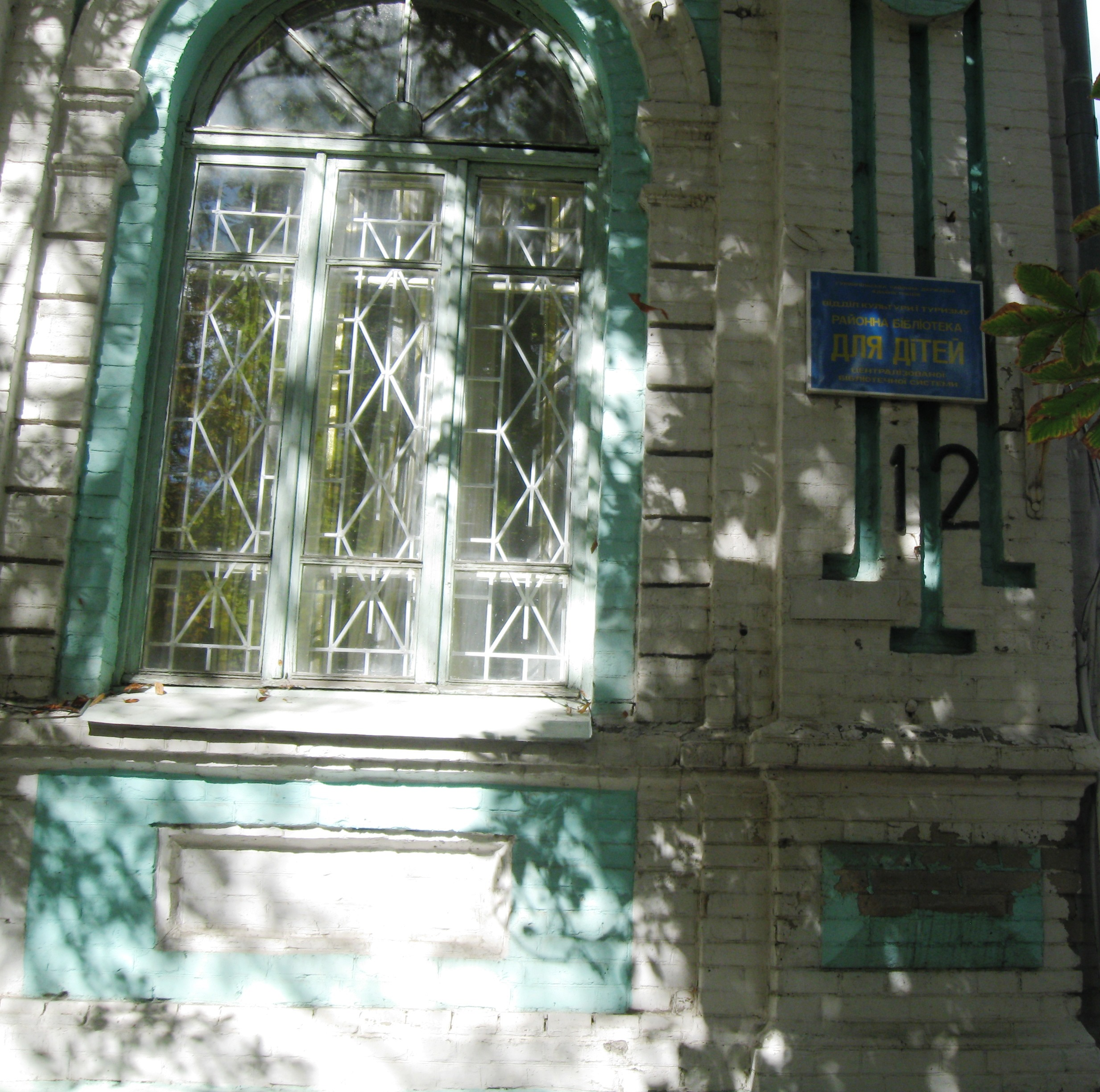
Народний дім (вул. Шевченка). Наразі в цьому приміщенні знаходиться бібліотека.
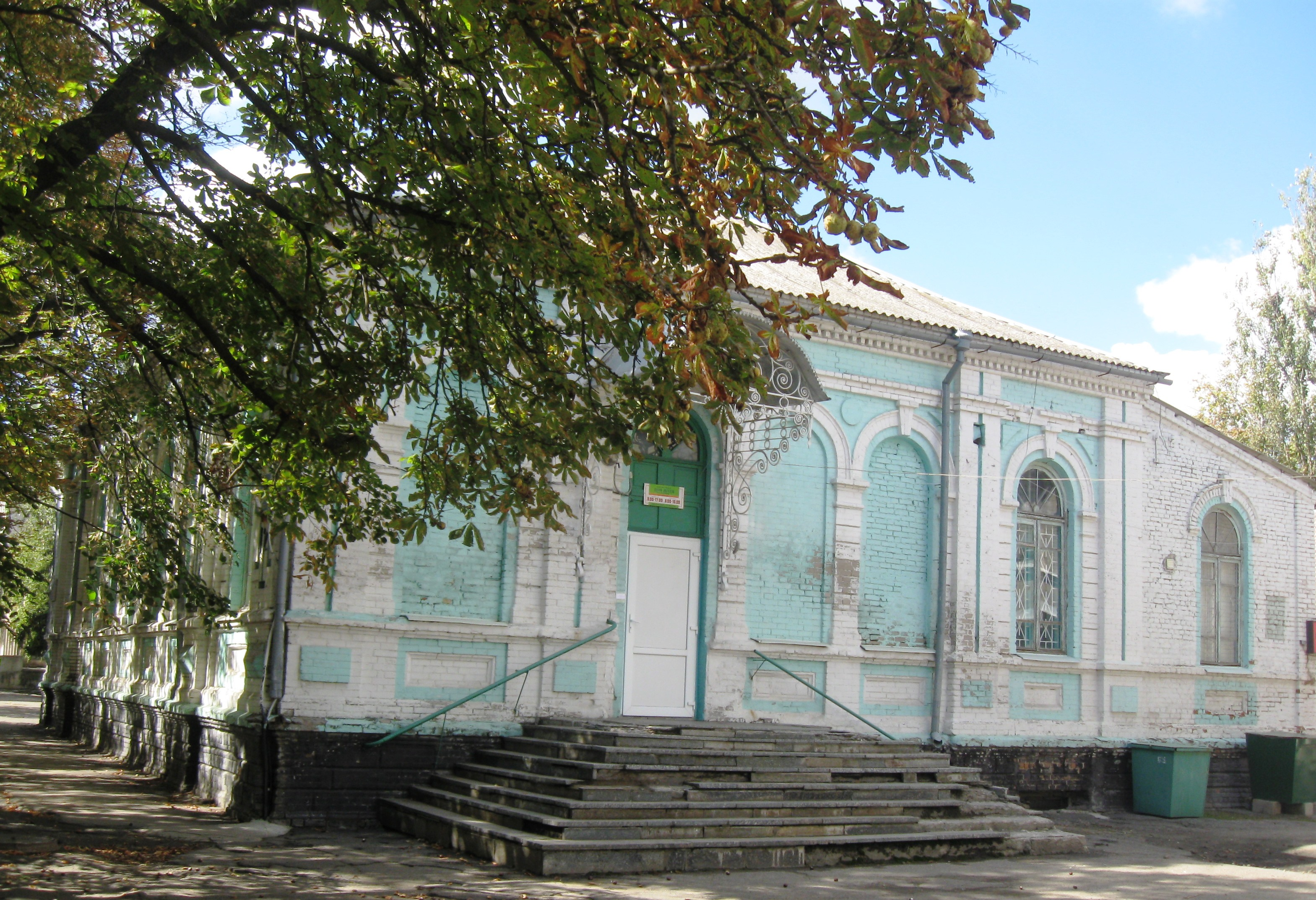
Народний дім (вул. Шевченка). Наразі в цьому приміщенні знаходиться бібліотека.
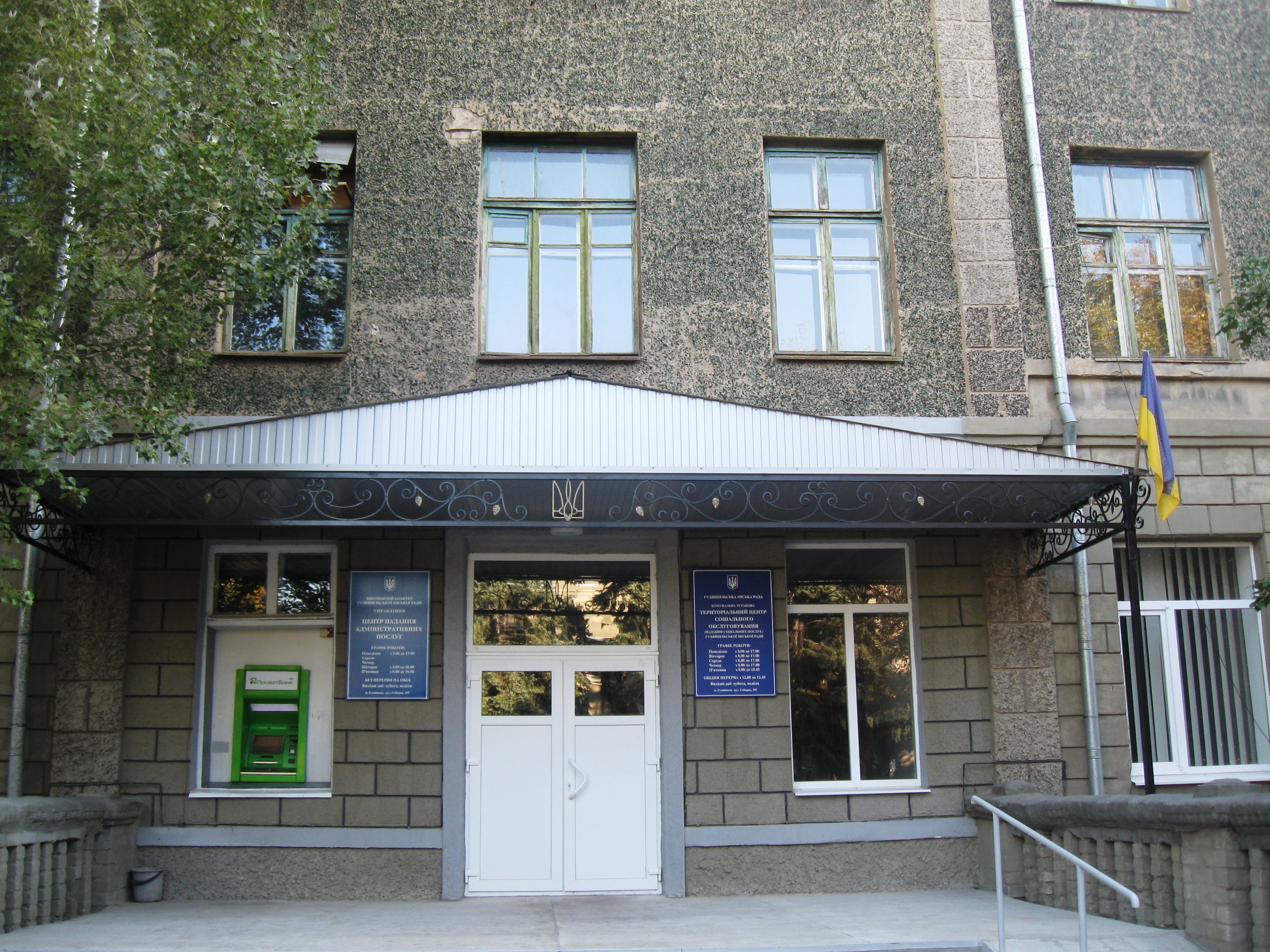
Вчительський інститут (вул. Соборна 107). Наразі в цьому приміщенні знаходиться Гуляйпільський ЦНАП.
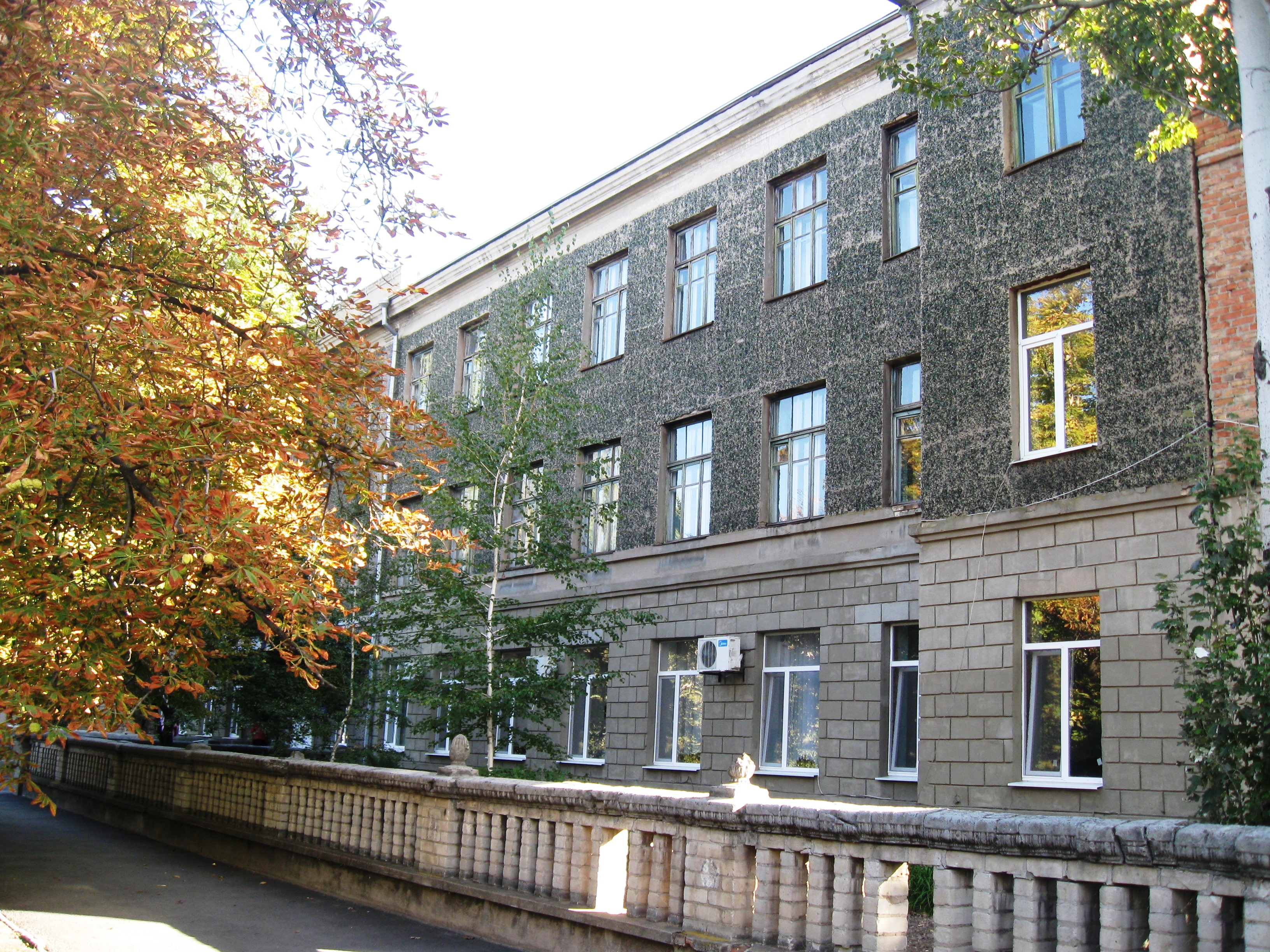
Вчительський інститут (вул. Соборна 107).
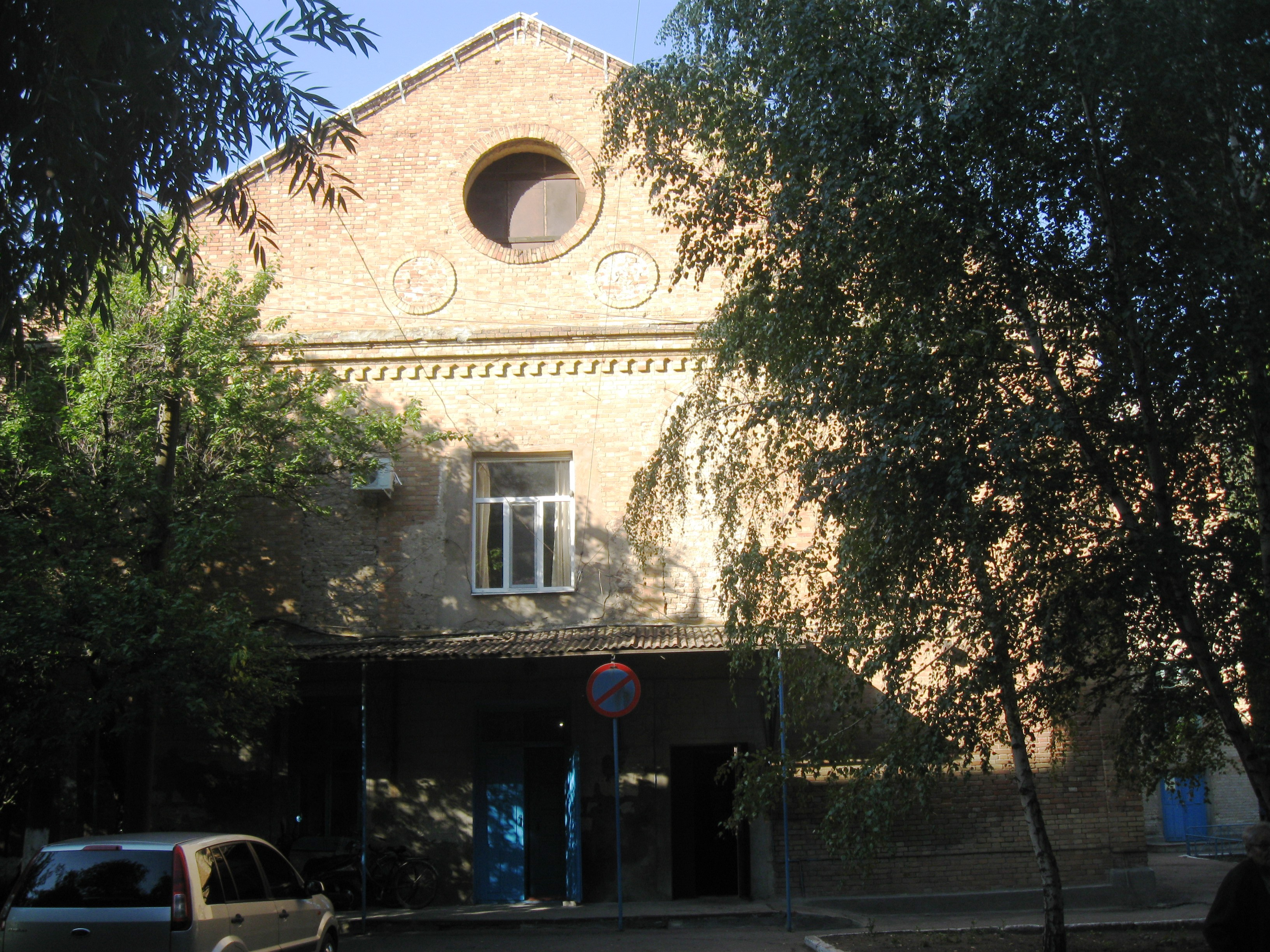
Будівля вчительського інституту з двору (м. Гуляйполе, вул. Соборна 107).
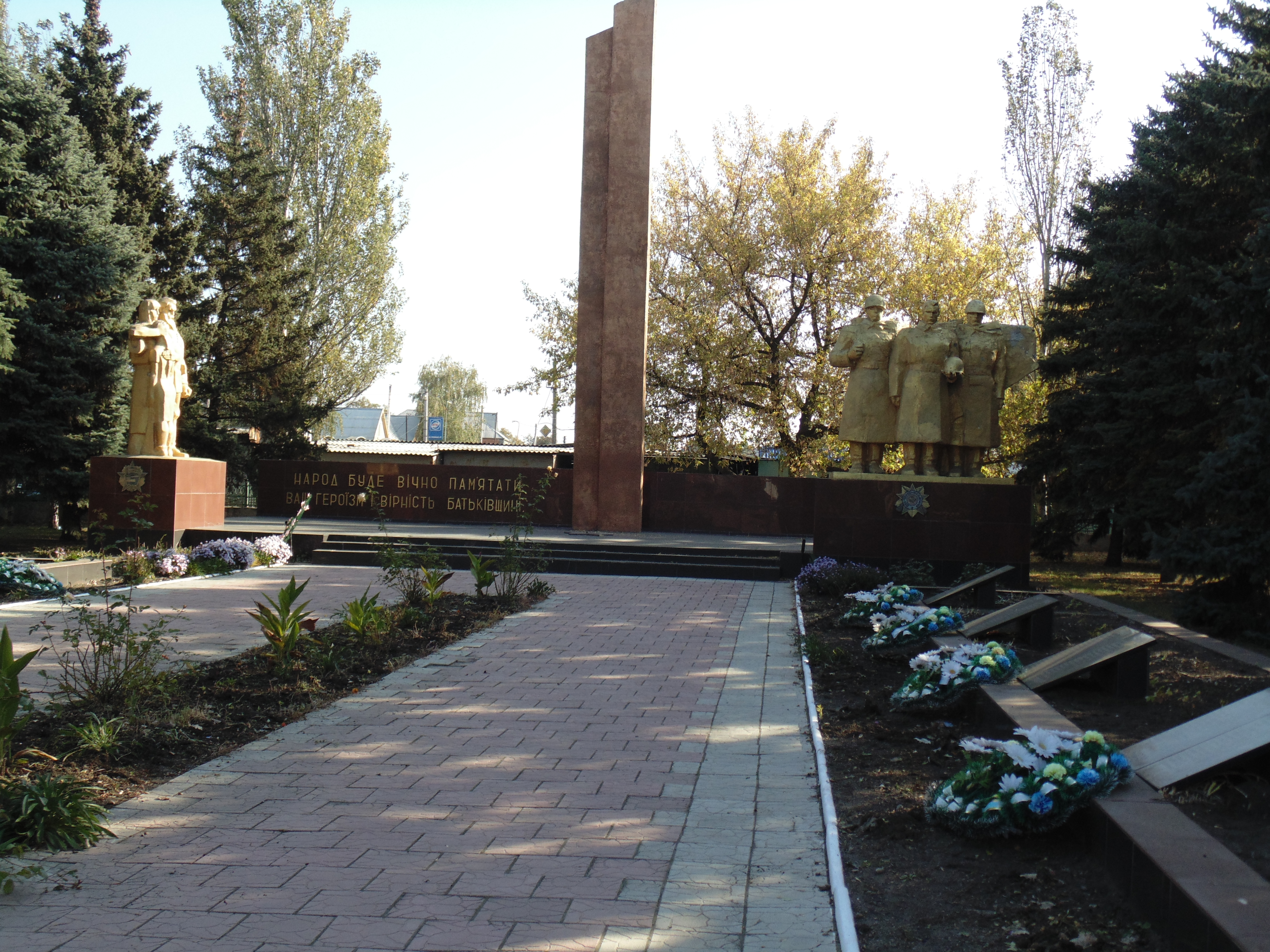
Меморіал загиблим воїнам (вул. Героїв України)
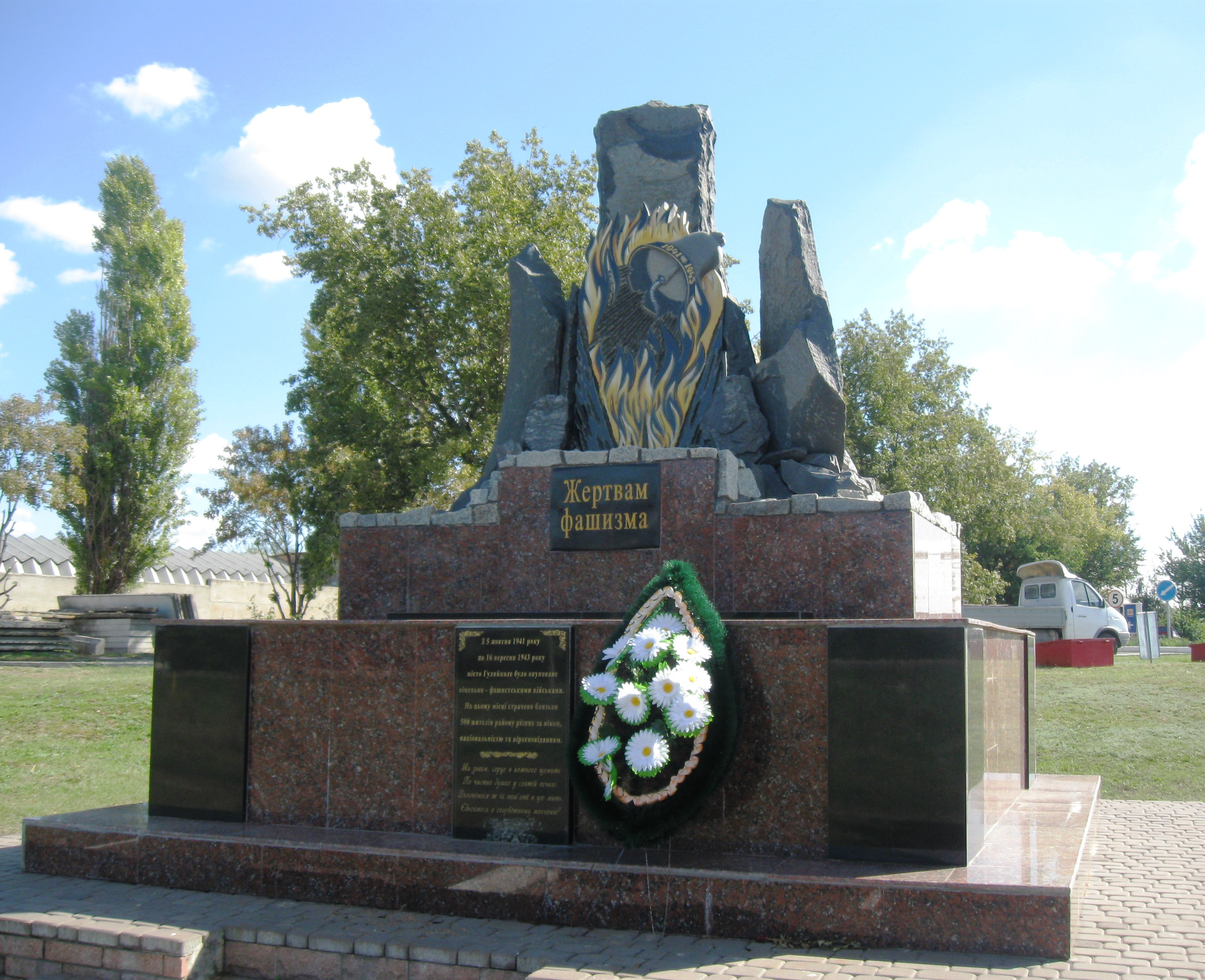
Братська могила жертв фашизму (вул. Шевченка)
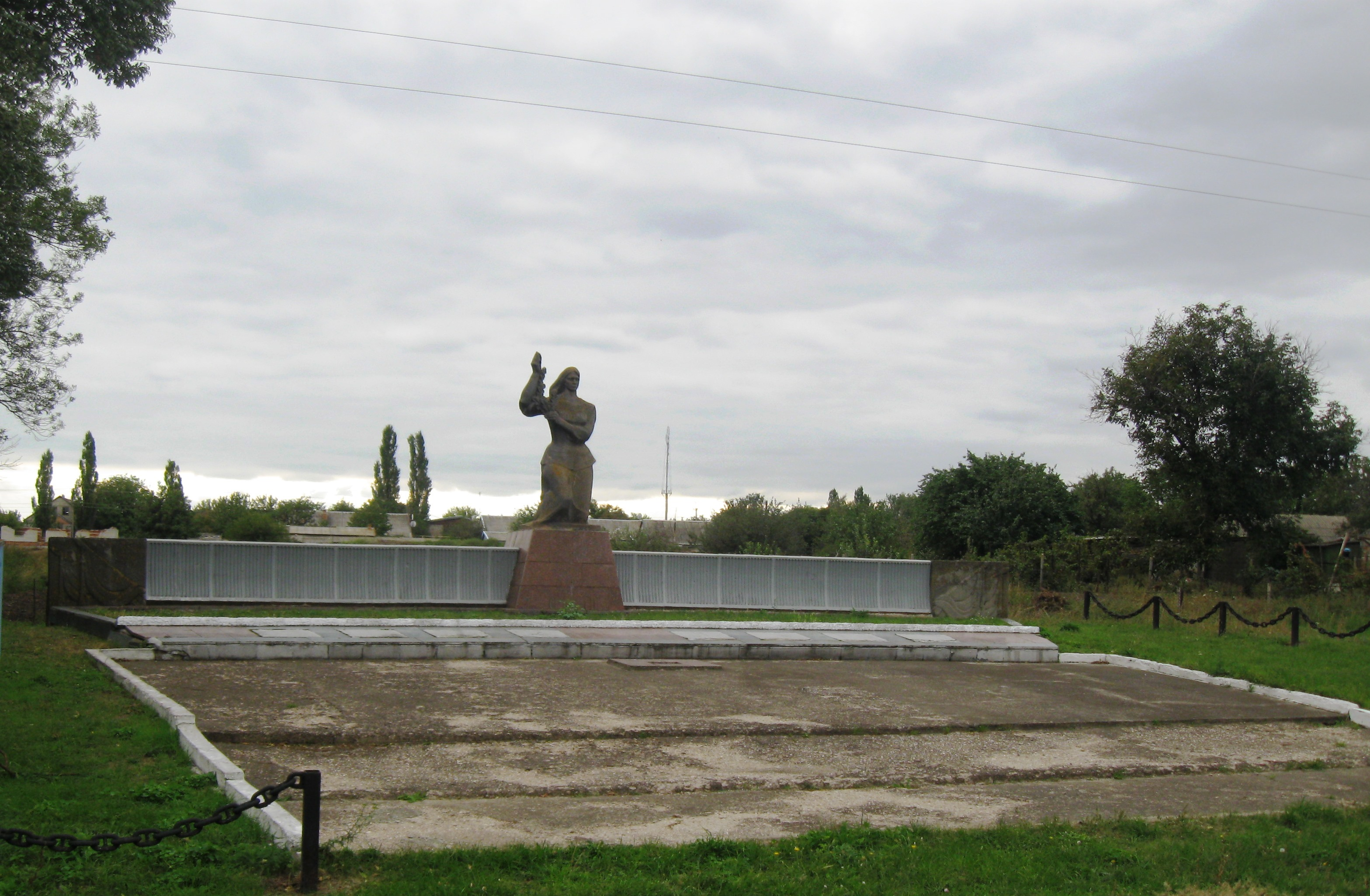
Пам'ятник воїнам-землякам (вул. Велика)
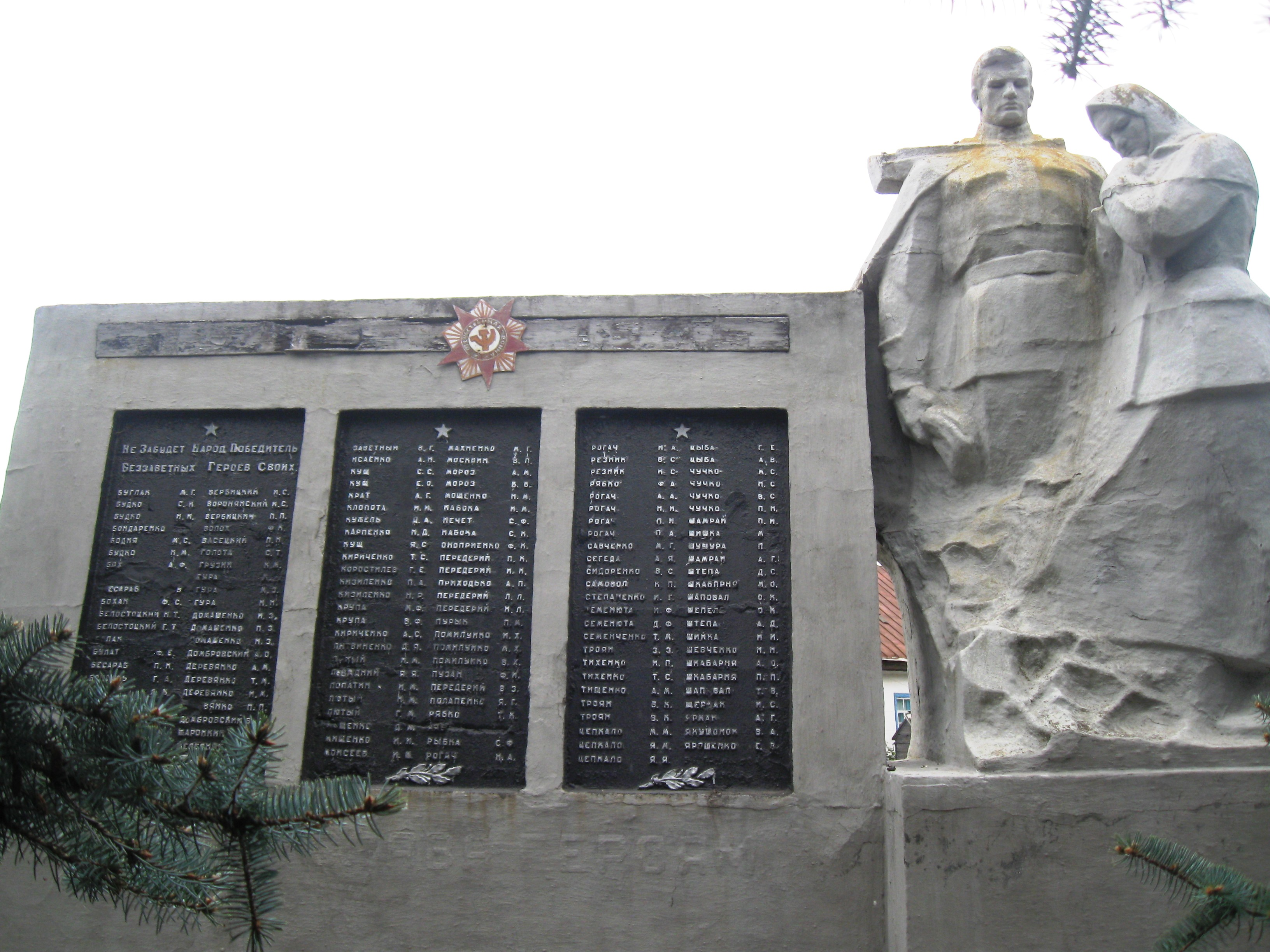
Пам'ятник воїнам-землякам в місті Гуляйполі